# Сіверськодонецьк
Сіверськодонецьк (до 2024 — Сє́вєродоне́цьк) — місто на сході України у Луганській області, адміністративний центр однойменної громади та однойменного району. Одне з найважливіших промислових міст Донбасу, центр хімічної промисловості України.
Місто лежить між р. Сіверський Донець і Борова, входить до складу Сіверськодонецько-Лисичанської агломерації.

## Назва
При заснуванні селище звалося Лисхімстрой.
За однією з версій місто отримало назву від р. Сіверський Донець (рос. Северский Донец), яка у XIX ст. і до середини XX ст. мала назву рос. Сѣверный Донецъ (згодом рос. Северный Донец), Северодонецк. За іншою версією, назва походить від розташування на півночі Донецького краю.
Українська назва міста має досить заплутану історію. В Указі Президії Верховної Ради Української РСР від 27.01.1950 «Про перейменування селища міського типу Лисхімстрой, Лисичанського району, Ворошиловградської області» назва подана як Сєвєродонецьк. Проте таке написання помилкове в українській мові, і написання назви міста в багатьох джерелах (словниках, картах і офіційних документах) було виправлено, але не закріплено на офіційному рівні. При цьому в повідомленні про віднесення смт до категорії міст районного значення вжито назву Сєверодонецьк.
Згідно з правописом 1993 року (§ 108), назва міста — Сіверськодонецьк, яка відповідає етимології від назви річки Сіверський Донець. Ця назва увійшла до енциклопедій та довідників радянських часів («Радянська енциклопедія історії України» та ін.). На цих же засадах стоять і ряд українських мовознавців і джерел.
Деякі українські друковані видання нині вживають також назву Сіверодонецьк.
У той же час офіційною була назва Сєверодонецьк, що було б справедливим, якби стосувалося міста в Росії, натомість правило транслітерації російської мови українською невиправдано вжили щодо міста в самій Україні.

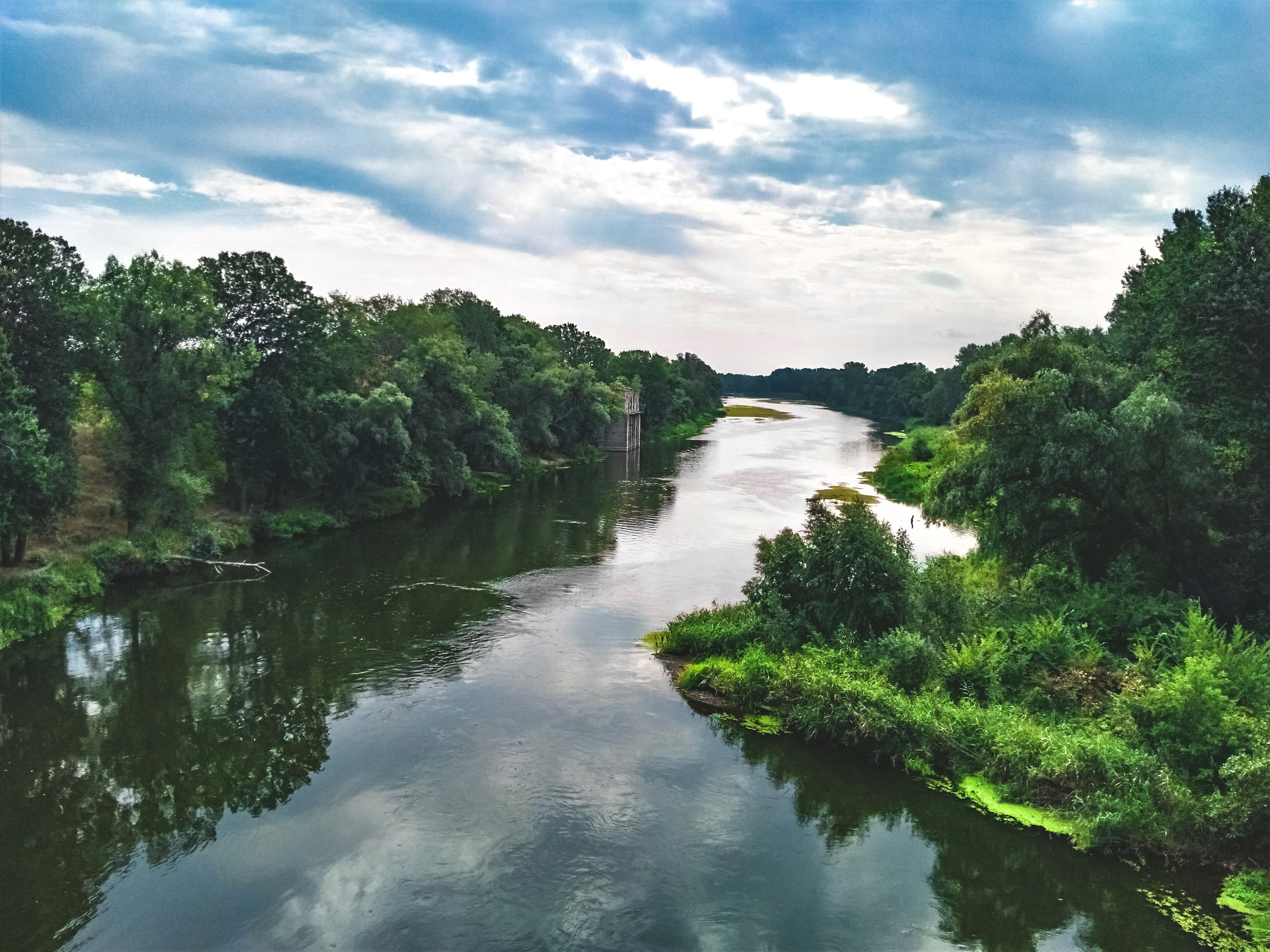
Сіверський Донець є західною межею міста

В Енциклопедії українознавства головна назва міста — Сіверськодонецьке, в інших — Сєверодонецьке та Північнодонецьке.
У нормативно-правовому документі «Класифікатор об'єктів адміністративно-територіального устрою України» місто значилось Сєверодонецьк. Така ж сама назва була в останні роки у інших офіційних документах. В самому місті на вивісках установ до середини 1990-х переважав напис Сєверодонецьк, одначе траплялося Северодонецьк і Сєвєродонецьк.
У 1995 затверджено герб міста, на якому написано Сєвєродонецьк. Після чого в місті почалося широке впровадження такого написання. 11 квітня 2008 року у «Відомостях Верховної Ради України» опубліковано повідомлення Луганської обласної ради про уточнення назви міста і закріплення первісної офіційної форми назви, посилаючись на Указ Президії Верховної Ради Української РСР від 27 січня 1950 «Про перейменування селища міського типу Лисхімстрой Лисичанського району Ворошиловградської області». Відтоді місто в офіційних документах зветься Сєвєродонецьк.
Восени 2021 уповноважений із захисту державної мови Тарас Кремінь звернувся до керівників низки органів місцевого самоврядування (зокрема, Сєвєродонецька) з закликом привести у відповідність до законодавства назви населених пунктів, які не відповідають українському правопису і наслідують російську мову.
3 квітня 2024 року Комітет ВРУ з питань організації державної влади, місцевого самоврядування, регіонального розвитку та містобудування підтримав перейменування міста на Сіверськодонецьк, остаточне перейменування відбудеться після підтримки Верховною радою.
19 вересня 2024 року Верховна Рада підтримала перейменування Сєвєродонецька на Сіверськодонецьк. 26 вересня 2024 року перейменування набуло чинності.

## Географія
Сіверськодонецьк розміщений у західній частині Луганської області на прикордонні Донбасу та Слобожанщини. Лежить на лівому березі Сіверського Дінця, біля гирла річки Борова. З Лисичанськом сполучений трьома мостами.
Місто розміщене у степовій зоні і лежить на піщаних дюнах і річкових ґрунтах. Місцевість рівнинна з невеликими підняттями (50—80 м над рівнем моря). Навколо Сіверськодонецька ростуть заплавні ліси на алювіальних ґрунтах, порізаних численними старицями Сіверського Дінця (озера Клішня, Кривеньке, Зимівне, Піщане, Туба, Боброво та ін.). Навесні спостерігається паводок з підняттям рівня води від 2 до 8 м з підтопленням приміських територій.
Площа міста — 144 км², з них 66 км² під житловою забудовою і 44 км² під промисловими об'єктами, решту займають ліси та 3 озера. В місті присутня залізнична станція, вона була побудована в 2022 році. Також адміністративних межах міста проходить залізнична магістраль Сватове — Попасна, а також регіональний автошлях Р-66.
Північно-західна частина міста омивається річкою Борова (притока Сіверського Дінця), а південно-західна Сіверським Дінцем.

### Клімат
Клімат помірно континентальний з нетривалою прохолодною зимою та дуже спекотним літом. Середня температура влітку: +24…+30 °C. Найспекотніша погода — початок серпня, повітря прогрівається до +36…+40 °C. Червень — найвітряніший місяць. Восени погода прохолодна та волога, можливі ранні заморозки. Зима зазвичай починається в грудні. Середня температура зими: −2…−4 °C. Найхолодніший місяць — січень. Весна спочатку прохолодна та волога, з кінця квітня стрімко теплішає до літніх температур. Потужні грози у травні.

## Історія

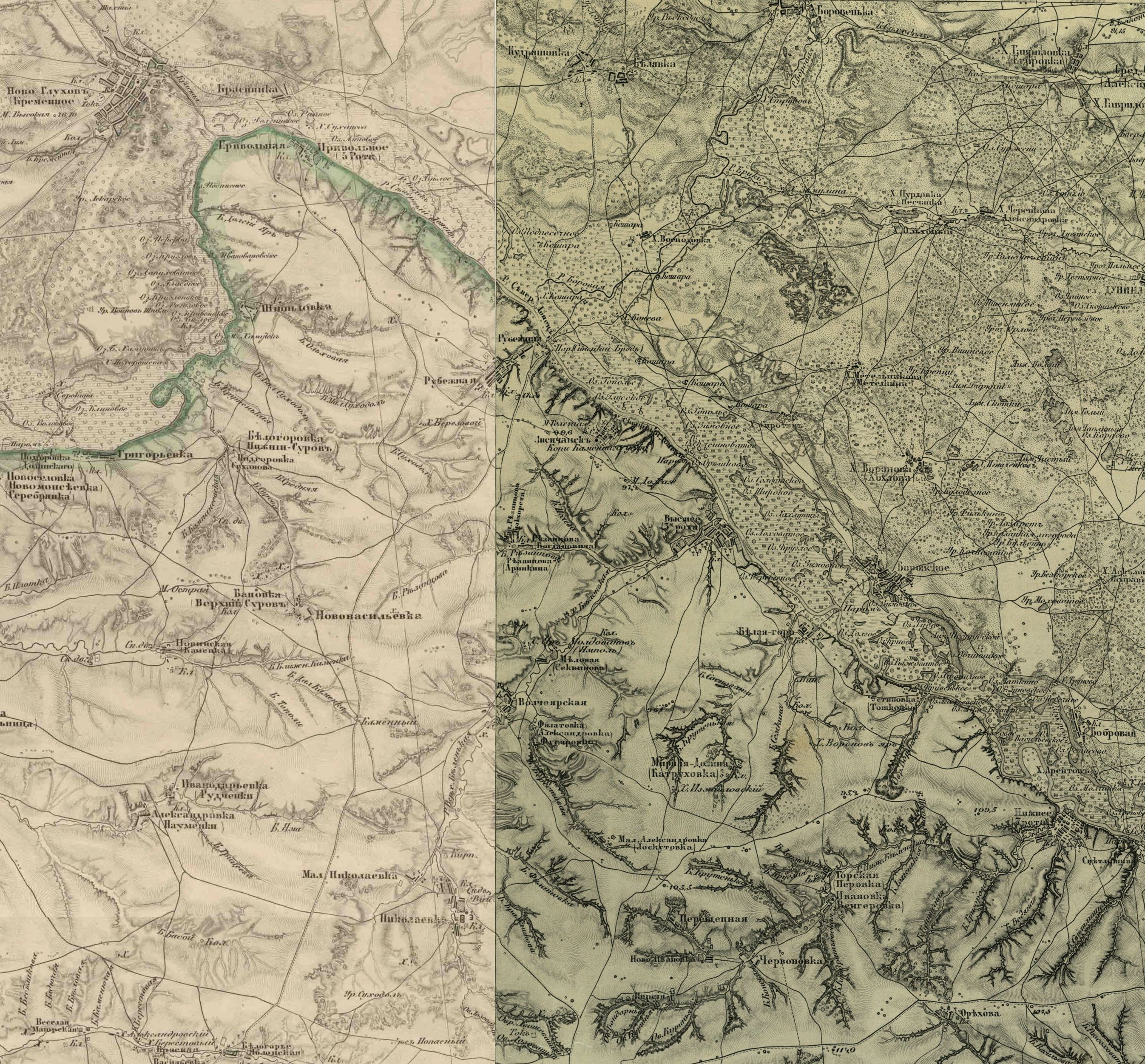
Місцевість майбутнього міста Сіверськодонецьк у 2-й пол. XIX ст.

### Заснування в часи радянської України
Засновано у 1934 в межах Лисичанська у зв'язку з будівництвом Лисичанського хімічного комбінату. У 1939 році цех № 12 — концентрованої міцної сірчаної кислоти побудовано швидкісним методом, розпочато зведення комплексу цехів з переробки привізного аміаку.
Перед початком Другої світової війни у Лисхімбуді було вже 47 будинків і 9 бараків, працювала школа, клуб, дитсадок та дитячі ясла. 10 корпусів хімкомбінату цілком змонтовано й уведено в передпусковий період. На початку війни почався демонтаж обладнання для евакуації його в Кемерово, Чирчик, Губаху. 11 липня 1942 року гітлерівські війська ввійшли в Лисхімбуд. 123 юнаки та дівчини з селища вивезено в Німеччину. Період окупації тривав майже 7 місяців.
1 лютого 1943 року Лисхімбуд відбито радянськими військами 41-ї гвардійської стрілецької дивізії під командуванням генерал-майора М. П. Іванова за підтримки танкистів 110-ї танкової бригади 18-го танкового корпусу. 10 грудня цього ж року Ворошиловградський обком партії прийняв спеціальне рішення про відновлення і подальшу розбудову Лисичанського азотно-тукового комбінату. У Лисхімбуді почато відбудову.
Селище Лисхімбуд в 1950 році перейменовано на Сєвєродонецьк і одержало статус селища міського типу. Створено Сєвєродонецьку філію Державного інституту азотної промисловості. Напередодні нового 1951 року будівельники здали перші цехи хімкомбінату. 1 січня 1951 року отримано перший продукт хімкомбінату — аміачна селітра (на привезеній сировині). 6 січня видав першу продукцію цех слабкої азотної кислоти. 25 січня підписано акт прийому в експлуатацію перший цехів хімкомбінату. 16 лютого підприємство включено до числа діяльних.
У 1958 році Сіверськодонецьку присвоєно статус міста районного підпорядкування. У 1970-х роках вперше в країні в промислових умовах українські хіміки отримали сіль АГ. Побудовано та здано в експлуатацію Льодовий палац спорту, почався тролейбусний рух.

### Незалежна Україна

#### Кінець XX— початок XXI століття
У 1990-х роках ухвалено програму приватизації майна державних комунальних підприємств. Відкрився Сєверодонецький технологічний інститут. У СПО «Азот» відкрилося нове виробництво азотної кислоти, а в СПО «Склопластик» — установка спалювання твердих відходів. Приступив до роботи дворічний університет музичної культури. У Сіверськодонецьку відкрилося представництво МАУП, створено багатопрофільний ліцей, колегіум Києво-Могилянської академії, гуманітарно-естетичну гімназію, представництво ЕКОМЕН.
У 2000-х роках Сіверськодонецьк посідає друге місце на Луганщині з розвитку малого підприємництва. Побудовано новий Палац тенісу. Розпочато реконструкцію «Сіверськодонецької ТЕЦ» і переведення її з рангу газової ТЕЦ в ранг газово-вугільних ТЕЦ. Веде активну роботу компанія-розробник відеоігор «Best Way».
У 2014 році народний депутат Ляшко повалив пам'ятник Леніну (рос.) 19 травня 2015 року невідомими було ліквідовано пам'ятник М.Калініну (рос.), а 20 — пам'ятник Я.Свердлову. У ніч на 22 травня відбулася спроба повалити пам'ятник К. Ворошилову.
 (рос.) У червні 2015 пам'ятник Ворошилову демонтовано. (рос.) Того ж року сіверськодонецькі депутати не захотіли перейменувати вул. Леніна і пр. Радянський. (рос.) Тільки 25 січня 2017 року міський голова Валентин Казаков видав розпорядження щодо перейменування вул. Леніна на бульвар Дружби Народів, вул. Жовтневої на вул. Юності, пр. Радянського на пр. Центральний та пл. Радянської на пл. Миру.
2 листопада 2017 року у Сіверськодонецьку вбито Сергія Самарського, депутата міської ради з активною проукраїнською позицією, журналіст, який займався антикорупційної діяльністю.
Улітку 2020 р. поблизу Сіверськодонецька виникли дві лісові пожежі: 6 липня, яка забрала 3 життя(рос.), та 30 вересня, яка забрала 11 життів. Згоріло сотні будинків та понад 20 тис. га лісу. 2 грудня створено Тимчасову слідчу комісію Верховної Ради з питань розслідування причин виникнення у 2020 році масштабних пожеж у Луганській області. 9 лютого 2021 року Державне бюро розслідувань повідомило про підозру трьом посадовцям ДСНС, які підробляли акти гасіння пожеж на Луганщині. За даними слідства, сили та засоби пожежно-рятувальних загонів до місця пожежі не виїжджали. 4 лютого суд відсторонив голову ДСНС Луганщини М. Пшика від посади.

#### Російсько-українська війна
На початку травня 2014 місто захопили проросійські терористи-бойовики так званої «Армии Юго-Востока» разом з батальоном «Прізрак» під керівництвом Олексія Мозгового та сєвєродонецьким підрозділом «Козачої національної гвардії» Павла Дрьомова.
Визволено українськими військами 22 липня 2014 року, при цьому відбувалася запекла перестрілка із застосуванням стрілецької зброї, гранатометів і важкої бронетехніки. Підрозділи НГУ, ЗСУ та добровольчих батальйонів атакували збройні формування «ЛНР» з трьох боків.
22 липня українські війська штурмували Сіверськодонецьк і вибили окупанта. У звільненні міста відзначився командир окремої криворізької бригади охорони громадського порядку Національної гвардії України полковник Олександр Радієвський. Після зачистки міста офіцер-гвардієць вийшов до місцевих жителів біля будівлі міської ради. Вони його зустріли оплесками та подякували за визволення.
- 22.07.2014 Украинская Армия освободила Северодонецк от сепаратистов
- У бою за визволення Лисичанська загинув полковник Нацгвардії Олександр Радієвський
- 05.08.2014 р. Украина. Освобожденный Северодонецк. Ополченцы ДНР, ЛНР оказались нариками и алкашами

22 серпня під Сіверськодонецьком в бою з російськими диверсантами, що готували теракт у Харкові, загинули солдати батальйону «Айдар» Володимир Бойко та Андрій Корабльов. 23 серпня під Сіверськодонецьком загинув айдарівець Володимир Черноволов; Оганес Петросян загинув, прикривши товариша від вибуху гранати.
17 вересня ЗСУ (підрозділи СБУ та батальйони «Чернігів» і «Айдар») ліквідували табір бойовиків поблизу міста. Вилучено вибухівку, реактивний вогнемет «Шмель», 3 РПГ, гранати, велику кількість набоїв до автоматичної зброї та гармату-гаубицю Д-30.
Сіверськодонецьк увійшов у перелік населених пунктів, на території яких здійснювалася антитерористична операція, який затвердив Кабінет Міністрів України у Розпорядженні № 1053 від 30.10.2014.
20 березня 2015 року під містом під час обходу позицій підірвався на розтяжці солдат 80-ї бригади Сергій Михайлов. 20 травня 2020 загинув полковник Сергій Губанов, командир батальйону поліції «Луганськ-1».

28 липня 2020 року утворено Військово-цивільну адміністрацію м. Сіверськодонецьк Луганської обл. ВЦА виконує повноваження, характерні для органів місцевої влади, у тому числі делеговані Законом України «Про військово-цивільні адміністрації» № 141-VIII, прийнятим Верховною Радою України 03.02.2015. Головою ВЦА призначено Олександра Стрюка. 19.02.2021 Президент України своїм указом реорганізував та ліквідував ВЦА м. Сіверськодонецьк Луганської області. Замість неї створено Сіверськодонецьку міську ВЦА Сіверськодонецького району Луганської області.
24 лютого 2022 року Російська Федерація розпочала широкомасштабне вторгнення в Україну, однією з цілей якого стало захоплення (відповідно — окупація) Донецької та Луганської областей. Захоплення останньої почалося майже одразу: російські загарбники обстрілювали населенні пункти, нищили інфраструктуру, соціальні об'єкти та житлові будинки.
Окупанти влаштували артилерійський обстріл Сіверськодонецька — під обстріли потрапили житлові квартали міста. В місті оголошено евакуацію мирного населення. Зі станції Лисичанськ організовано рух евакуаційних поїздів. У Сіверськодонецьку введено комендантську годину з 21:00 до 05:00.
2 березня 2022 року у Сіверськодонецьку зафіксовано попадання снарядів у дитячий садочок та по проспекті Центральний, перебито тепломережу та газопровід, вибито скло у житлових будинках на Гвардійському проспекті та вул. Науки.
3 березня через щільні обстріли місто лишилось без газу. 8 березня у Сіверськодонецьк надійшли харчові продукти від Управління Верховного комісара ООН у справах біженців, організовано гаряче харчування для тих, хто перебуває у бомбосховищах.
10 квітня 2022 року тривали обстріли міста російськими загарбниками, серйозних руйнувань зазнали житлові будинки. Соціальна та критична інфраструктура Сіверськодонецька знищена майже повністю.
Станом на 12 травня, з передвоєнної кількості населення у 100 тисяч, в місті залишилось близько 15 тисяч мешканців. Евакуація людей майже зупинилася: це викликано як постійними обстрілами, так і небажанням місцевих покидати рідний край.
27 травня російська диверсійно-розвідувальна група (ДРГ) захопила готель «Мир» на околиці міста. Згодом окупанти просунулися до центральної частини міста. Тривають вуличні бої.
Російськими агресорами зруйновано 70 % міста. Після захоплення ворогом більшої частини Рубіжного зруйновано міст через річку Борова.
Від російських авіаударів та артобстрілів понад чотири сотні сіверськодончан ховаються в укриттях заводу «Азот». Росіяни не дають «зеленого коридору» для евакуації мирного населення на територію, підконтрольну Україні. Окупанти знищили всі три мости між Сіверськодонецьком і Лисичанськом. Щоб не потрапити в кільце, українські підрозділи вийшли з Сіверськодонецька.
25 червня місто цілком захоплено. Окупанти призначили так званого «коменданта міста» і намагаються встановлювати свої порядки. Війська загарбника знищили Сєвєродонецьку ТЕЦ.
Опубліковано карту зі знімками зруйнованих будівель міста(рос.)
25-го червня 2022 року українські війська вийшли зі зруйнованого російськими військами міста.

#### В окупації
Місто знову потрапило під російську окупацію, вдруге після періоду з 22-го травня по 22 липня 2014 року.
- Нищать культурну спадщину: відомі будівлі Сєвєродонецька та Лисичанська, які зруйнувала російська армія //29.03.2023
- СЄВЄРОДОНЕЦЬК. РІК В ОКУПАЦІЇ
- 03-02-2025. «Мера» Сіверськодонецька Моргунова затримали за бандитизм

## Населення
Наслідком змін в соціальній сфері та війни є те, що значна частина населення з окупованої частини Луганської області була змушена переїхати на території, де бойові дії вщухли та стан соціальної інфраструктури задовільний. Також чинник, що призвів до зростання населення міста майже на 40 тис. осіб є переведення майже всіх державних обласних установ разом з їхніми робітниками до Сіверськодонецька. У таблиці не подано внутрішніх переселенців.
Етнічний склад населення міста на 2001 рік був такий:
| Національність | Українці | Росіяни | Білоруси | Інші національності |
| %              | 59       | 38,7    | 0,6      | 1,7                 |
| -------------- | -------- | ------- | -------- | ------------------- |

## Адміністративний поділ
Місто поділене на 86 кварталів. Тут налічується 48 вулиць, 8 провулків, 1 шосе, 4 проспекти і 3 площі. Тепер у двох районах міста триває котеджна забудова, тому з'являються нові вулиці.
До складу міста входять територіально відокремлені села Павлоград, Синецький, Лісна Дача, Воєводівка та житловий район Щедрищеве.
Сєвєродонецькій міській громаді підпорядковано 19 населених пунктів навколо міста.

## Сіверськодонецька міська рада

### Голови Сіверськодонецької міської ради
- Володимир Грицишин 1994—2010
- Валентин Казаков 2010—2020.

У 2020 році, в зв'язку з запровадженням військово-цивільної адміністрації, місцеві вибори не проводилися.

### Депутати Сіверськодонецької міської ради
Останній (у 2015 році) депутатський склад міської ради за партіями був такий:
| Суб'єкт висування                                 | Голосів | Обрано депутатів | %     |
| ------------------------------------------------- | ------- | ---------------- | ----- |
| «Опозиційний блок»                                | 10911   | 16               | 39,31 |
| «Наш край»                                        | 5594    | 9                | 20,15 |
| «ЄВРОПЕЙСЬКА СОЛІДАРНІСТЬ»                        | 2847    | 4                | 10,26 |
| "Об'єднання «САМОПОМІЧ»                           | 1946    | 3                | 7,01  |
| «Радикальна партія Олега Ляшка»                   | 1528    | 2                | 5,50  |
| ВО «Батьківщина»                                  | 1508    | 2                | 5,43  |
| ветеранів Афганістану                             | 1263    | 0                | 4,55  |
| «УКРАЇНСЬКЕ ОБ'ЄДНАННЯ ПАТРІОТІВ — УКРОП»         | 955     | 0                | 3,44  |
| «Ліва опозиція» (Політична партія «Нова держава») | 746     | 0                | 2.69  |
| Соціал-демократична партія України (об'єднана)    | 303     | 0                | 1.09  |
| «Солідарність правих сил»                         | 158     | 0                | 0.57  |

## Економіка та промисловість

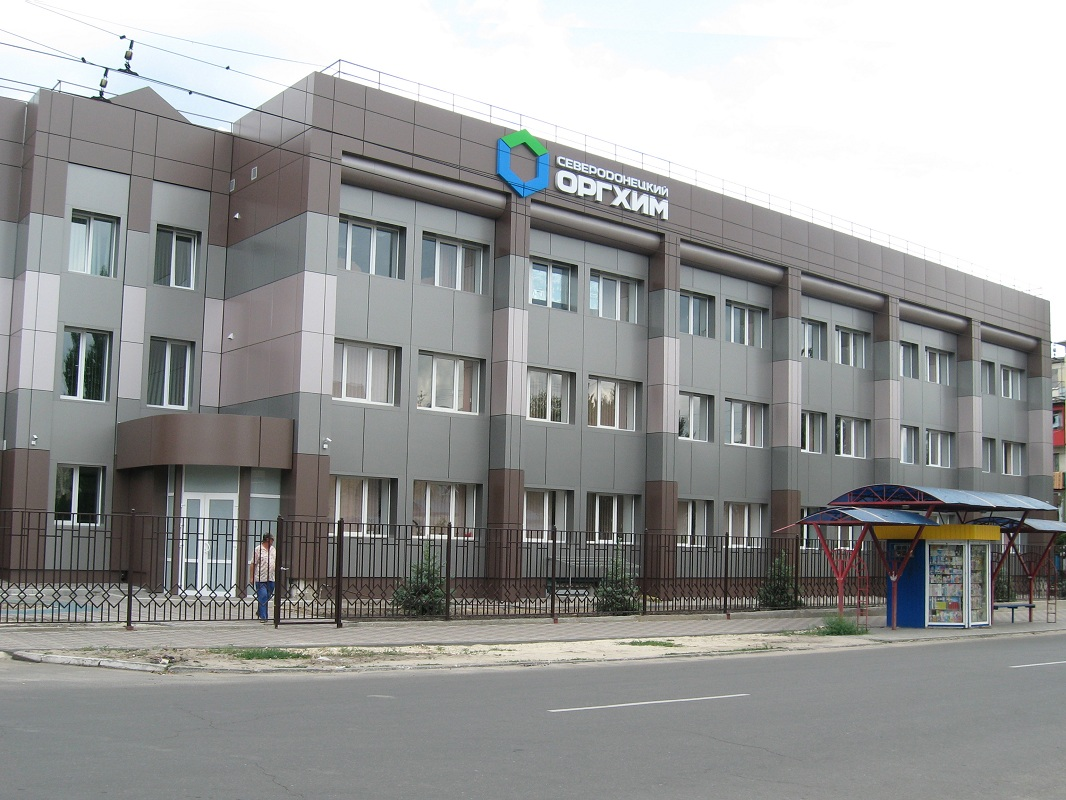
Сіверськодонецький ОРГХІМ

Місто — великий центр хімічної промисловості країни. В адміністративних межах існують наступні великі підприємства: Сєвєродонецьке об'єднання «Азот», Об'єднання «Склопластик», Сєвєродонецьке науково-виробниче об'єднання «Імпульс», ЗАО «Сєвєродонецький ОРГХІМ», «Укрхіменерго».
У місті також діють декілька науково-інженерних підприємств («Мікротерм», «Антекс-автоматика», «Хімтехнологія»), Сєвєродонецька ТЕЦ, хлібокомбінат та інші. Тут розташовується компанія-виробник відеоігор Best Way, яка стала відомою завдяки серії ігор «У тилу ворога» і своєму ПО «GEM». Best Way — сертифікований виробник персональних комп'ютерів.

## Транспорт

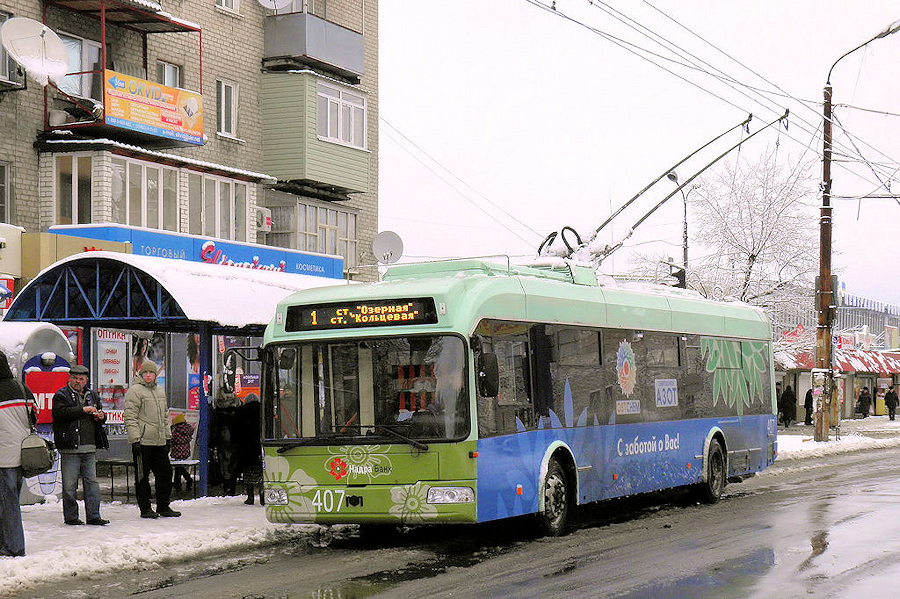
Сєвєродонецький тролейбус

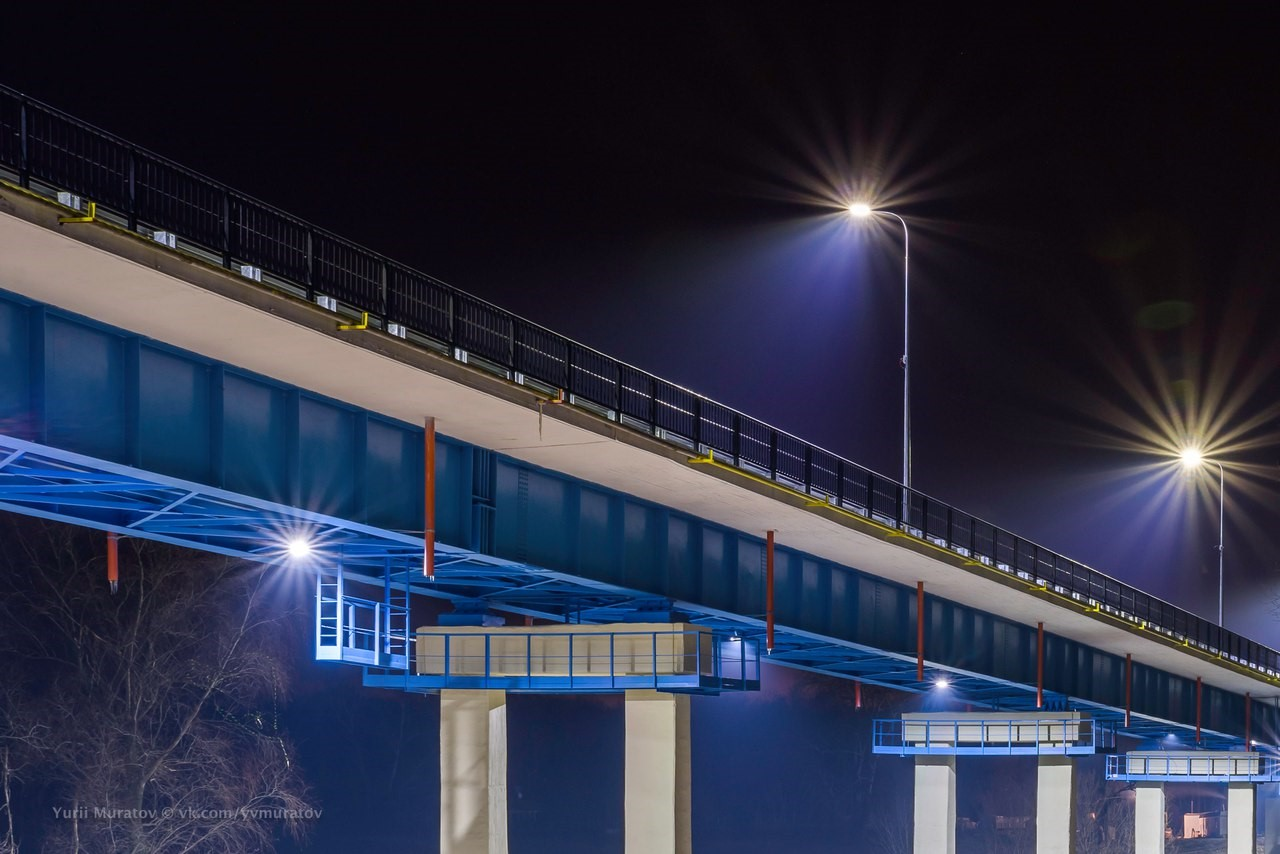
Міст через Сіверський Донець

У Сіверськодонецьку доволі розвинуте транспортне сполучення. З іншими містами місто сполучається через аеропорт, залізницю й автобуси. Дуже щільно розвинута мережа внутрішньоміських і приміських транспортних маршрутів тролейбусів, автобусів та маршрутних таксі.
У місті є тільки вантажна станція Предмостова — вона обслуговує весь промисловий сектор Сіверськодонецька. Найближчі пасажирські залізничні станції містяться у Лисичанську (4 км) і Рубіжному (7 км). Біля залізничної станції Лисичанськ зупиняється пасажирський транспорт, який з'єднує Сіверськодонецьк і Лисичанськ.
Щоб забезпечити постачання вугілля для Луганської ТЕС залізницею у 2017 р. розглядається проєкт будівництва залізничної лінії Сіверськодонецьк—Бахмутівка регіональної філії «Донецька залізниця». Вибір остаточного варіанта, траси проходження і оцінку остаточної вартості реалізації кожного проєкту може бути здійснено тільки після виконання проєктно-вишукувальних робіт (передпроєктної розробки) і підготовки проєктно-кошторисної документації.

## Освіта і наука

### Заклади вищої освіти
- Луганський державний університет внутрішніх справ імені Едуарда Дідоренка
- Сєвєродонецька філія Міжрегіональної Академії управління персоналом
- Інститут підвищення кваліфікації, підготовки й перепідготовки кадрів
- Сєвєродонецька філія Київського економічного інституту менеджменту
- П'ять ПТУ (№ 53, 92, 98, 99, 101).
- Регіональне базове Сєвєродонецьке вище професійне училище.
- Сєвєродонецький коледж культури і мистецтв ім. Сергія Прокоф'єва
- Східноукраїнський національний університет імені Володимира Даля
- Сєвєродонецький хіміко-механічний технікум Східноукраїнського національного університету імені Володимира Даля

### Інше
Так само в місті є:
- Дитяча художня школа[60]
- Гуманітарно-естетична гімназія

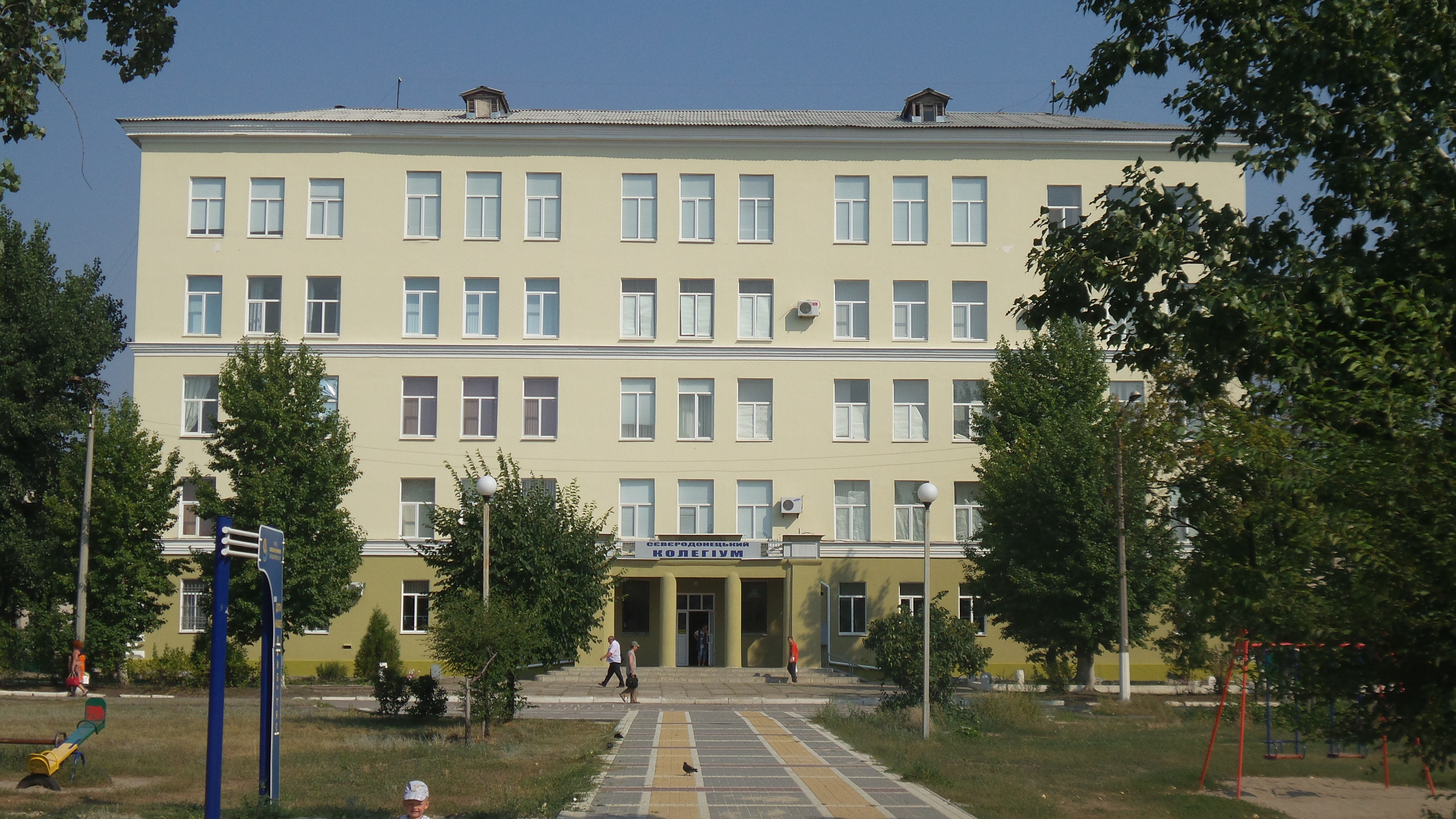
Сіверськодонецький колегіум

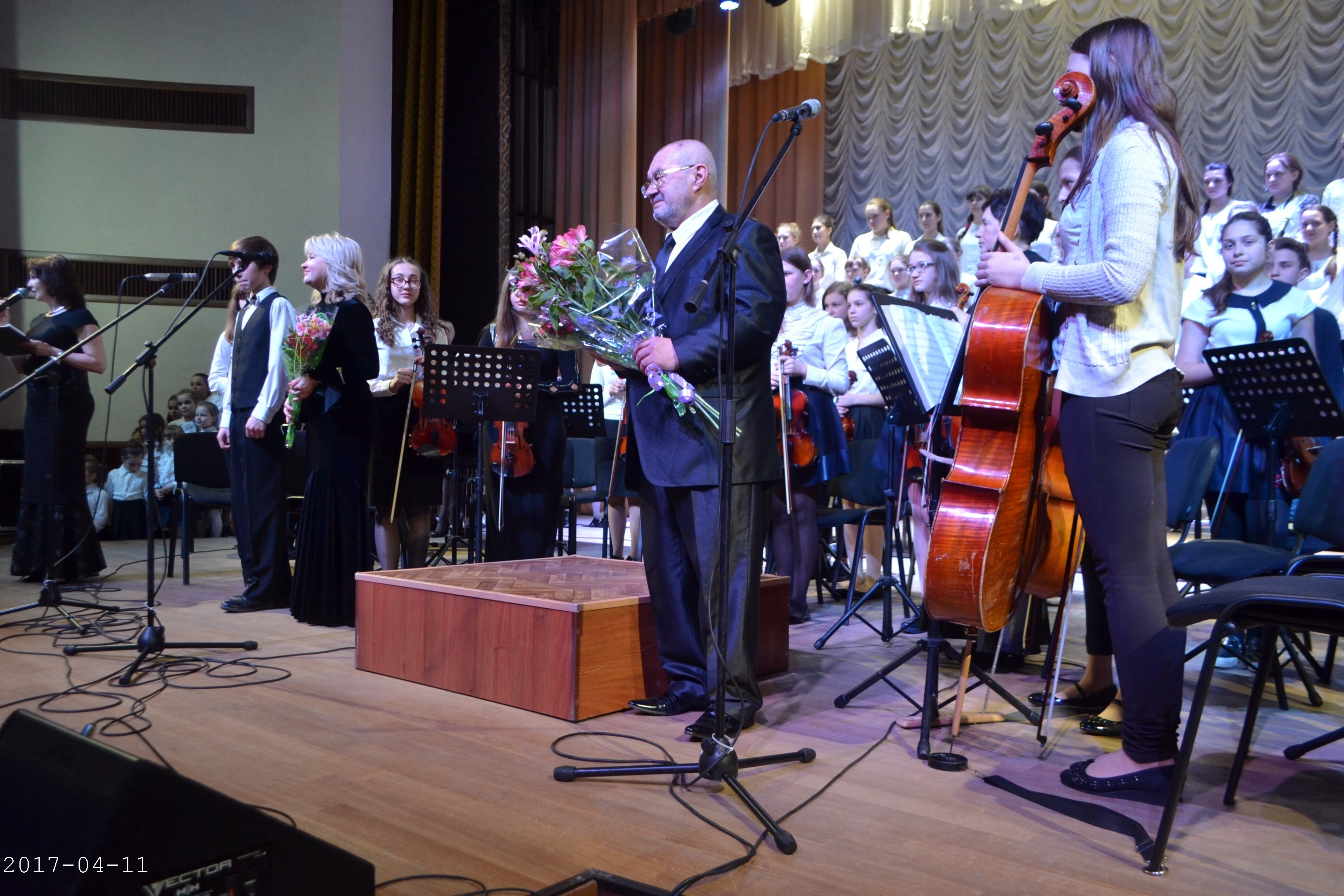
Сіверськодонецька ДМШ № 2

- Сєвєродонецький колегіум Національного університету Києво-Могилянська академія[61][62]
- Сєвєродонецький багатопрофільний ліцей
- Сєвєродонецький професійний будівельний ліцей
- 20 загальноосвітніх загальноосвітніх шкіл
- Центр туризму, краєзнавства та екскурсій учнів[63]
- Сєвєродонецький міський Центр дитячої та юнацької творчості[64]
- Дитяча музична школа № 1[65][66]
- Дитяча музична школа № 2[67][68][69]
- 16 дошкільних закладів
- З червня 2019 р. діє УКРАЇНОМОВНИЙ РОЗМОВНИЙ КЛУБ[70][71]

## ЗМІ
- З 1965 до 2019 виходила газета «Сєвєродонецькі вісті» (радянська назва «Комуністичний шлях»)[72]
- Незалежні Суспільні мовники: телеканал Суспільне Донбас, Українське радіо. Голос Донбасу та Українське радіо. Пульс
- У радянські часи виходили заводські газети «Вперед» (будіндустрія), «Вогні Сєвєродонецька» (ТЕЦ), газета Об'єднання «Склопластик», «Сєвєродонецький хімік» хімзаводу «Азот».
- Телерадіо компанія СТВ
- Незалежний інтернет-портал SD.UA стара назва SED

Перелік газет на сайті міськради від 15-06-2016 

## Благодійні організації

### Схід SOS
Схід SOS — громадська ініціатива, створена 5 травня 2014 року. Основні напрямки діяльності — допомога переселенцям, постраждалим у ході війни, мешканцям прифронтових територій, допомога у звільненні заручників, висвітлення подій на Донбасі та адвокаційна діяльність на захист інтересів переселенців та мешканців Донбасу. Бере участь у коаліції «Справедливість заради миру на Донбасі».

### Карітас
У Сіверськодонецьку міститься офіс благодійної організації Карітас. Вона брала участь у чисельних благодійних проектах на території міста, таких як, а також надавала допомогу потерпільцям російського вторгнення в Україну.

## Культура

### Комунальні заклади міста
- КУЛЬТУРА І МИСТЕЦТВО

### Луганська обласна філармонія
У зв'язку з окупацією Луганська, 2015 Луганську філармонію переміщено до Сіверськодонецька.
До складу філармонії входять:
- Академічний симфонічний оркестр.[74]
- Ансамбль пісні і танцю «Радани»[75]
- Естрадний гурт «БеZ Меж»[76].

### Міський Палац культури (МПК)

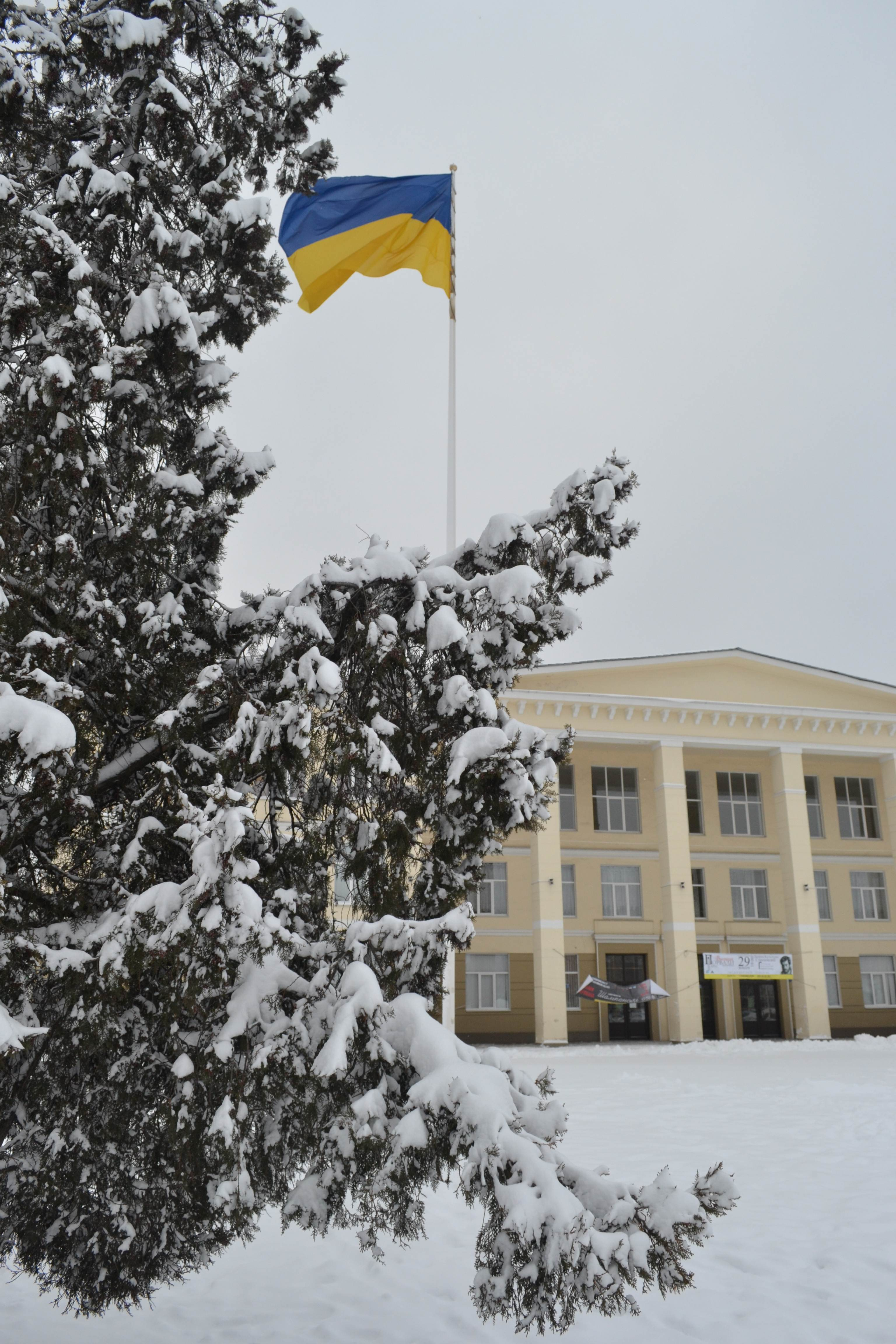

Лежить на пр. Хіміків у будинку 28. Побудовано 1963 р. як «Палац культури будівельників». З 1992 р. Палац у комунальній власності і зветься міським.
Глядацький зал на 500 місць (враховуючи 80 місць на балконі) дозволяє приймати гастролі інших колективів та музичних гуртів.
У МПК працює бібліотека, читальний зал, функціонує центр молодіжного дозвілля.
Шість колективів, які діють у Палаці культури й мають звання «Народний» та «Зразковий»:
- народний ансамбль бального танцю «Еврика», керівник — почесний громадянин[78] міста Сіверськодонецька Сергій Кулаков[79]
- народний хор «Козачі наспіви», керівник — підполковник Українського козацтва Іван Крохмаль
- народний театр, режисер Сергій Пиоваров (існував до 2020 р.)
- народний хор ветеранів праці «Надія», керівник Юрій Чепелев
- народний ансамбль естрадної пісні «Луч»
- зразковий ансамбль бального танцю «Мрія», керівник Віра Кулакова.

Усього в міському Палаці культури працюють 21 колектив художньої самодіяльності, які охоплюють усі жанри мистецтва.
Творчі колективи Палацу представляють місто на обласних, всеукраїнських, міжнародних конкурсах та фестивалях.

#### Аматорські об'єднання
- клуб авторської пісні «Діалог»[80](рос.)
- клуб людей елегантного віку «Надвечір'я»
- клуб любителів вишивки «Червона ниточка»
- клубне формування «Молодь МАУП».

Гуртки та студії:
- студія прикладного мистецтва «Бісерний бум»
- ансамбль естрадного танцю «Талісман»
- дитячий ансамбль танцю «Пролісок»
- колектив спортивного рок-н-ролу «Мега»
- дитячий вокальний ансамбль «Струмок»
- студія східного танцю «Гюзель»
- дитячий ансамбль бального танцю «Юність»
- фольклорний колектив «Зоряни»
- данс-шоу «Домінанта»
- колектив естрадного танцю «Дана»
- студія хіп-хопу
- студія бального танцю «Хобі-Клас»[81]

Міський Палац культури
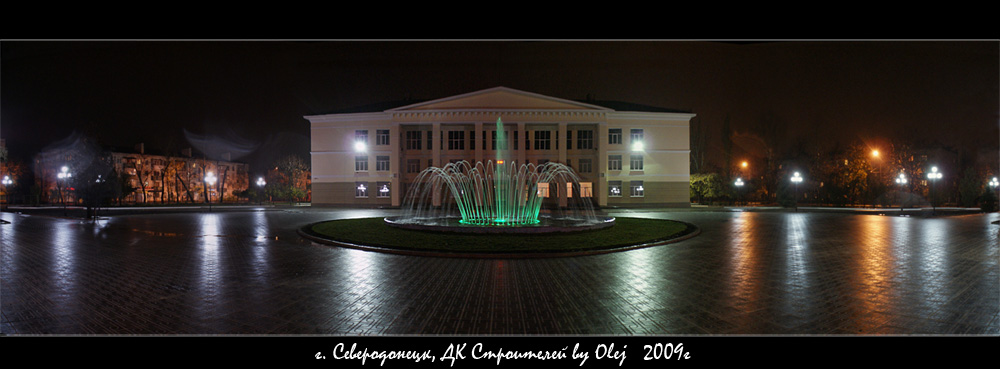
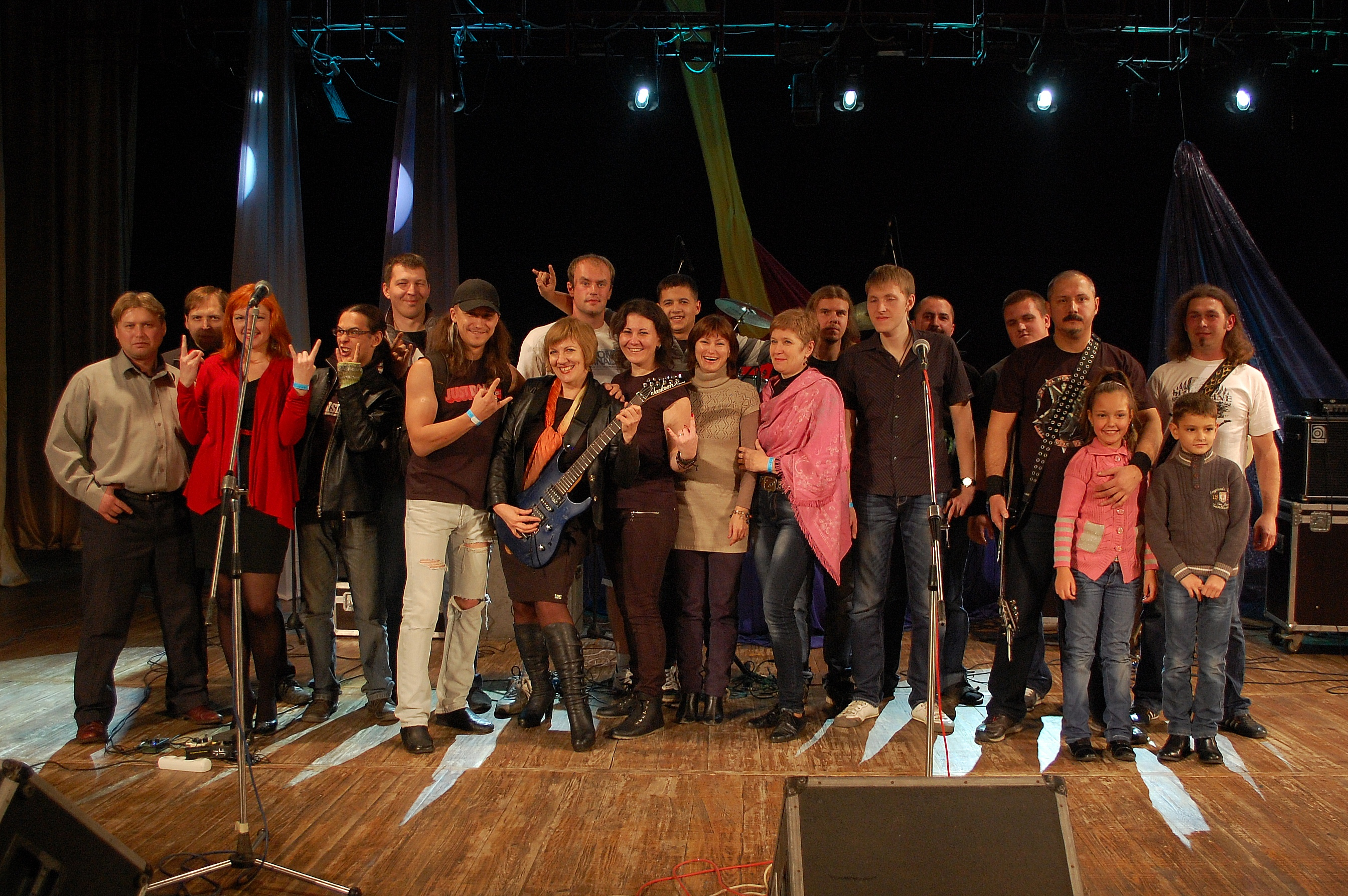
"Рок за мир"
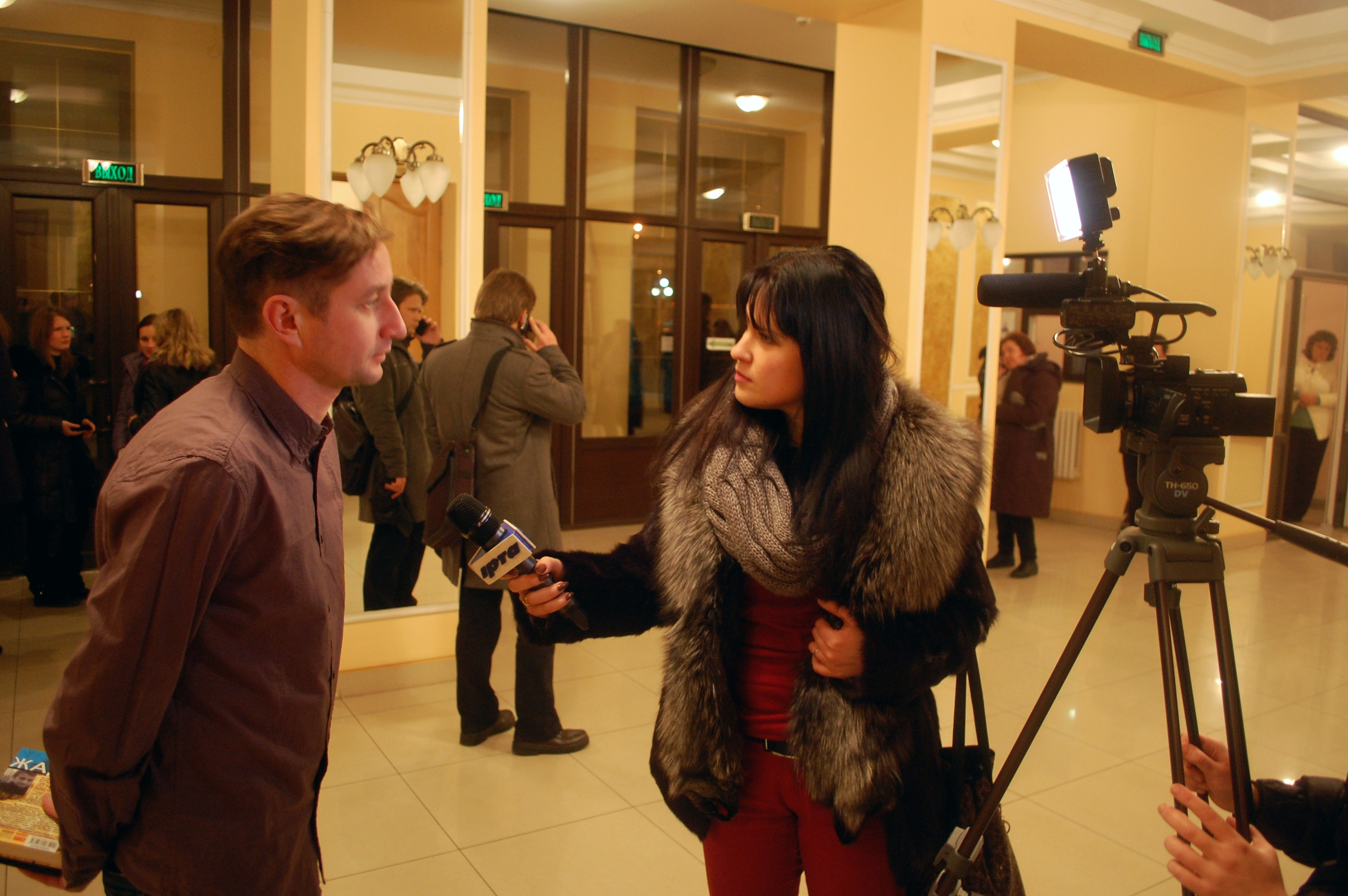
Сергій Жадан
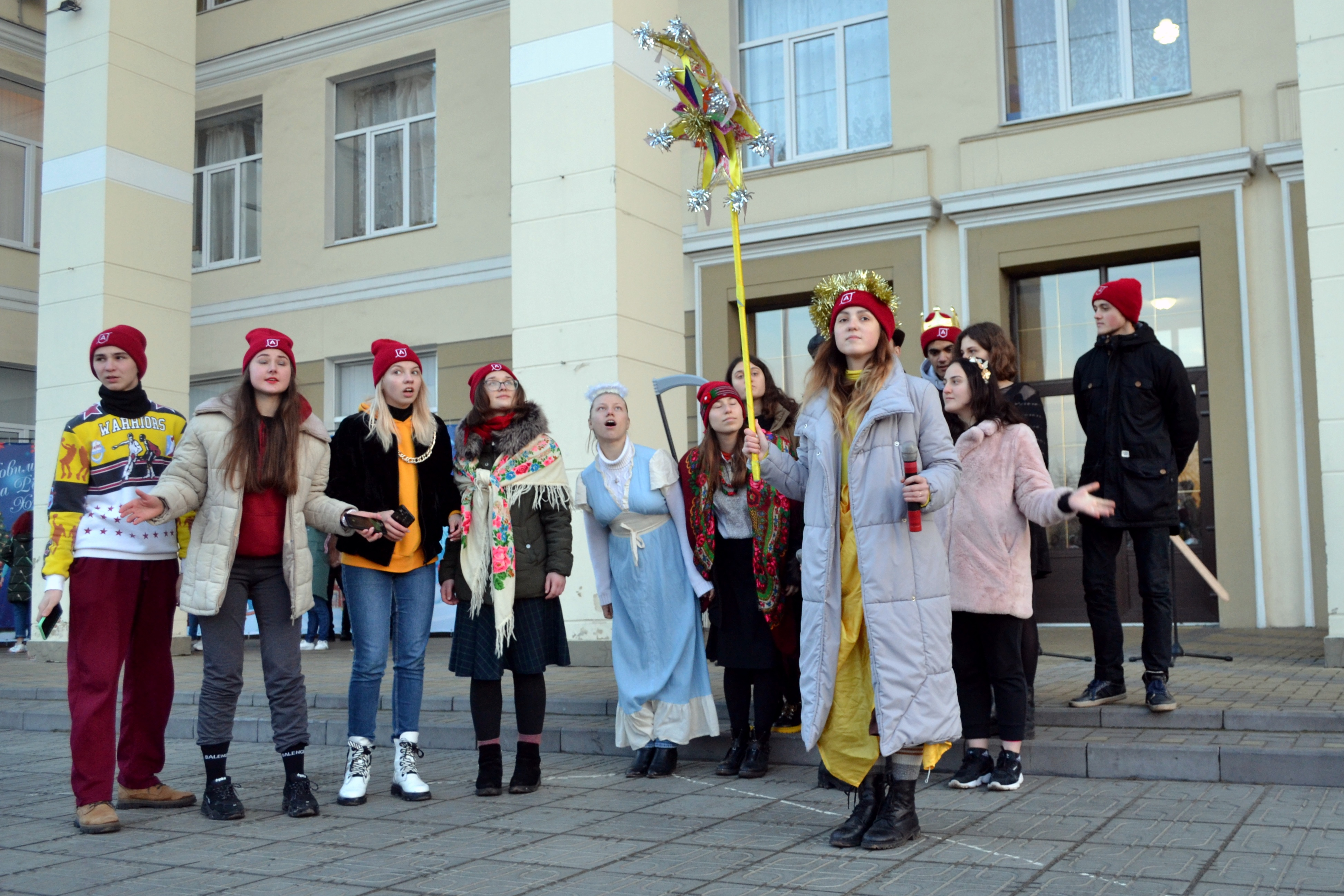
Вертеп
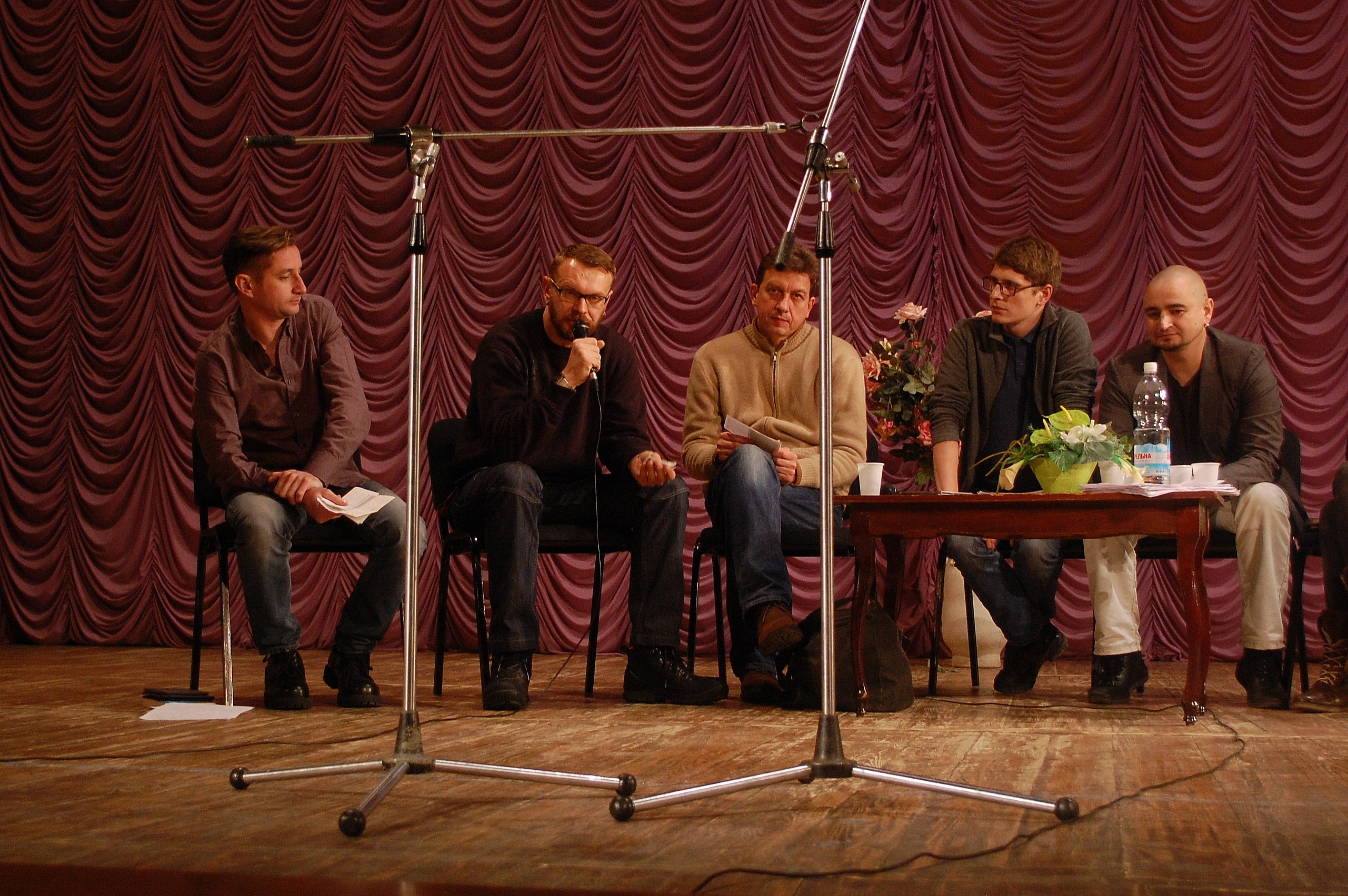
гість-С.Положинський

### Пам'ятники
У місті є монументи, присвячені переможцям у німецько-радянській війні, визволителям міста, воїнам-інтернаціоналістам, героям Чорнобиля, пам'яті жертв Голодомору (2), козакам, Миколі Гоголю, комуністу Максиму Горькому (2), Дмитру Менделєєву, Іванові Франку та ін.

### Парки та сквери

#### Центральний парк
- Сєвєродонецький парк ім. Горького
- Озеро Паркове
- Парк відновлюється: 1 квітня відбулось зариблення озера

#### Сквер Гоголя
У 2008 році земельну ділянку віддано в аренду під забудову приватній фірмі, яка планувала побудувати тут супермаркет. Але поки погоджували перенесення пам'ятника М. Гоголю, було обрано нову голову міста, і договору не подовжили. Сквер відновлено в 2012 році волонтерами та утримується за кошти приватних спонсорів.[джерело?]

#### Сквер ім. С.Губанова
Буде побудовано до кінця 2021 р.

#### Парк біля озера Чисте
Територія поблизу озера Чисте могла бути другим парком у місті, але далі проєктів та обіцянок діло не йде.
- 06.11.2019 Детальний план території район озера Чисте

### Театри

#### Луганський обласний академічний український музично-драматичний театр
З 2014 року в місто переїхав та почав базуватися у Сіверськодонецьку Луганський обласний академічний український музично-драматичний театр.
Першою прем'єрою після евакуації у Сіверськодонецьк стала вистава «Наша кухня» за п'єсою Асі Котляр, режисер — Григорій Богомаз-Бабій, який переїхав у Сіверськодонецьк з Дніпра.

#### Сіверськодонецький міський театр драми
Сєвєродонецький міський театр драми було створено 1993 року за рішенням міськради. У період 1995—2008 років, що став часом становлення і піднесення театру як осередку культури та мистецтва міста і області, театром керував випускник Київського театрального інституту ім. Івана Карпенка-Карого (режисерський факультет) і Харківського інституту мистецтв (акторський факультет) Олег Александров. У 2014 театр припинив існування.

#### Народний театр міського палацу культури
Режисер Сергій Пиоваров.

#### Народний молодіжний театр палацу культури хіміків
Режисер Олександр Бірюстюков..

#### Світлини з вистав

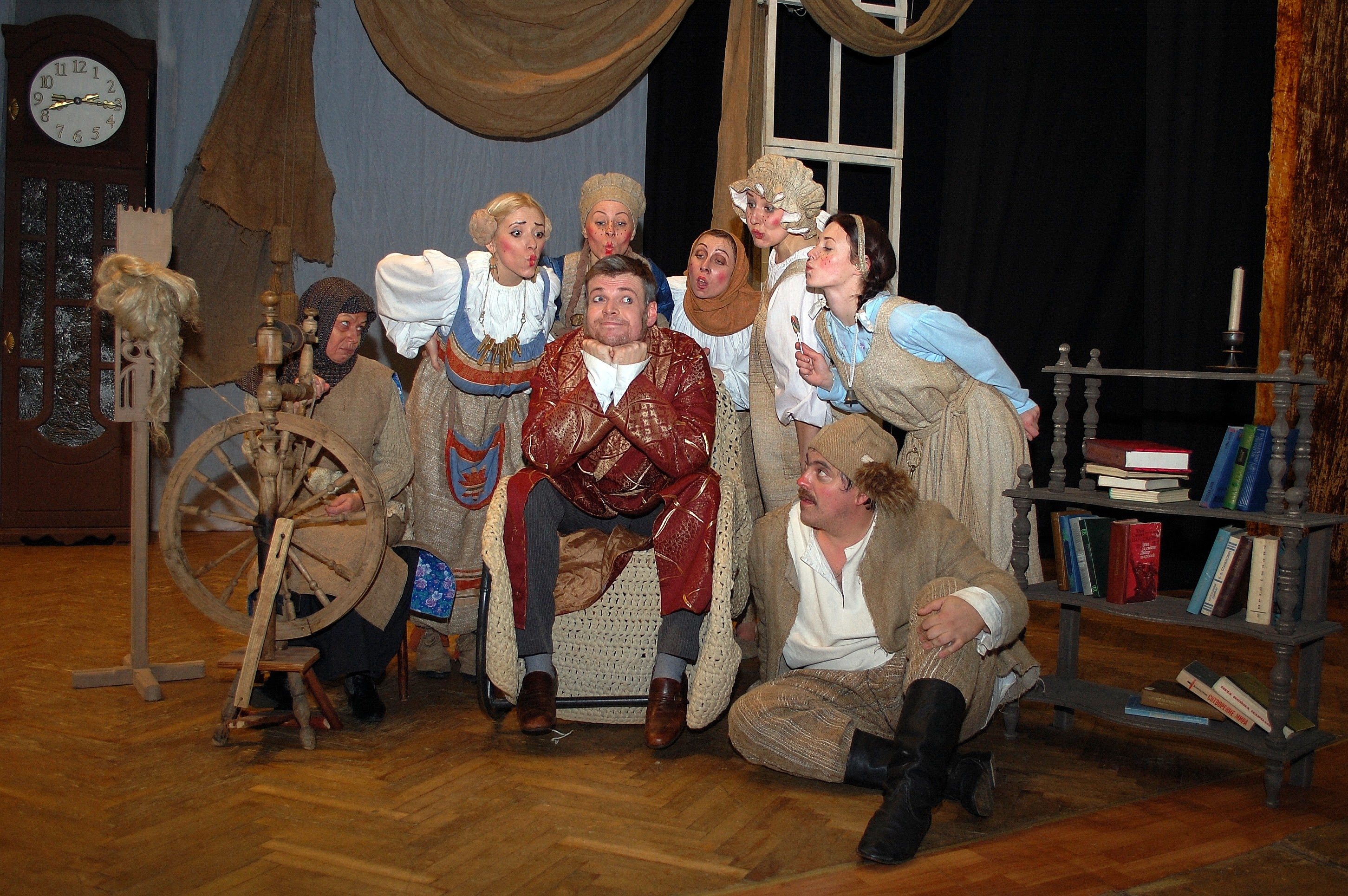
«Хандра» Сіверськодонецький міський театр, 2013
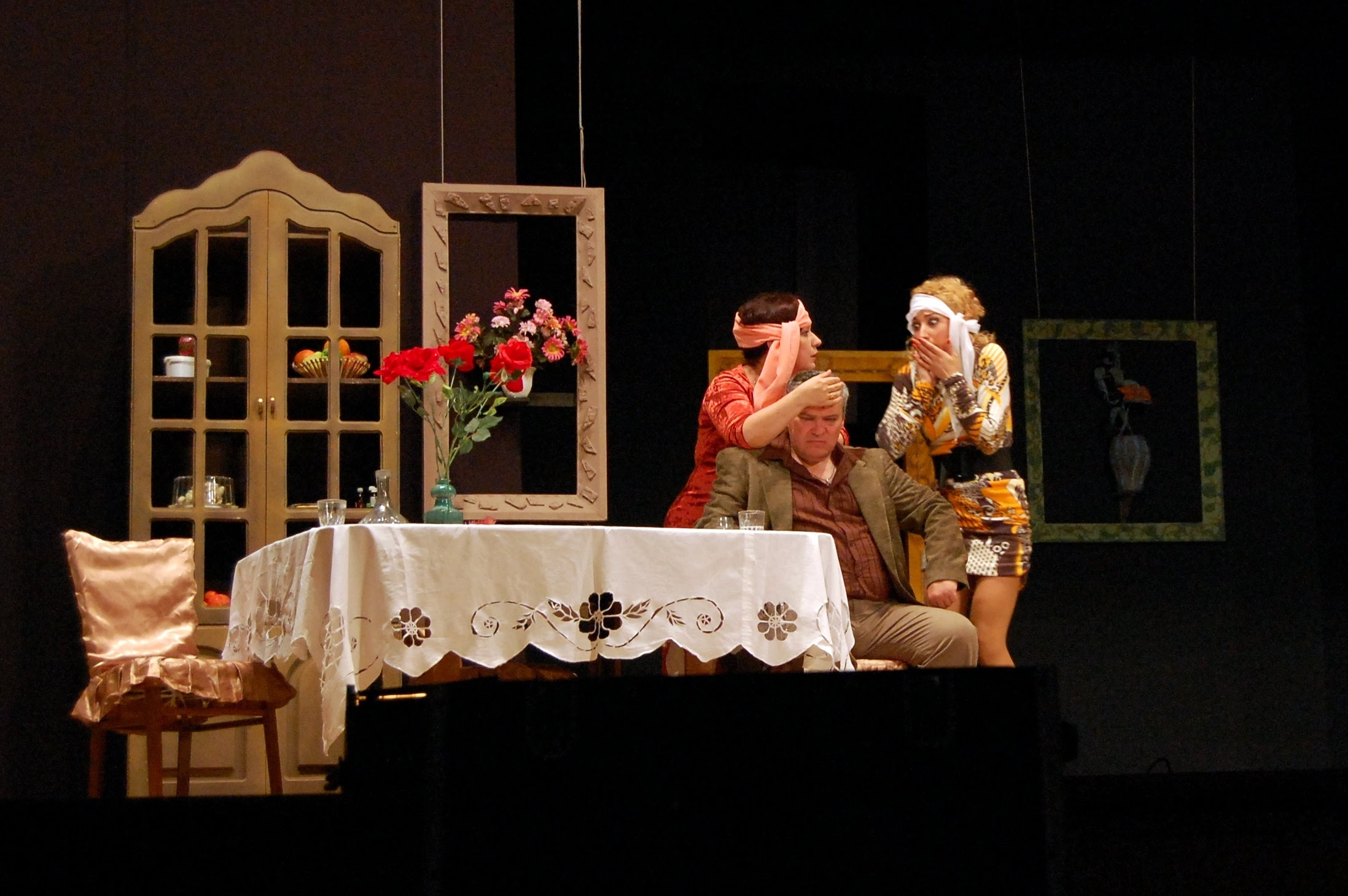
«Остання спроба» Сіверськодонецький міський театр, 2012
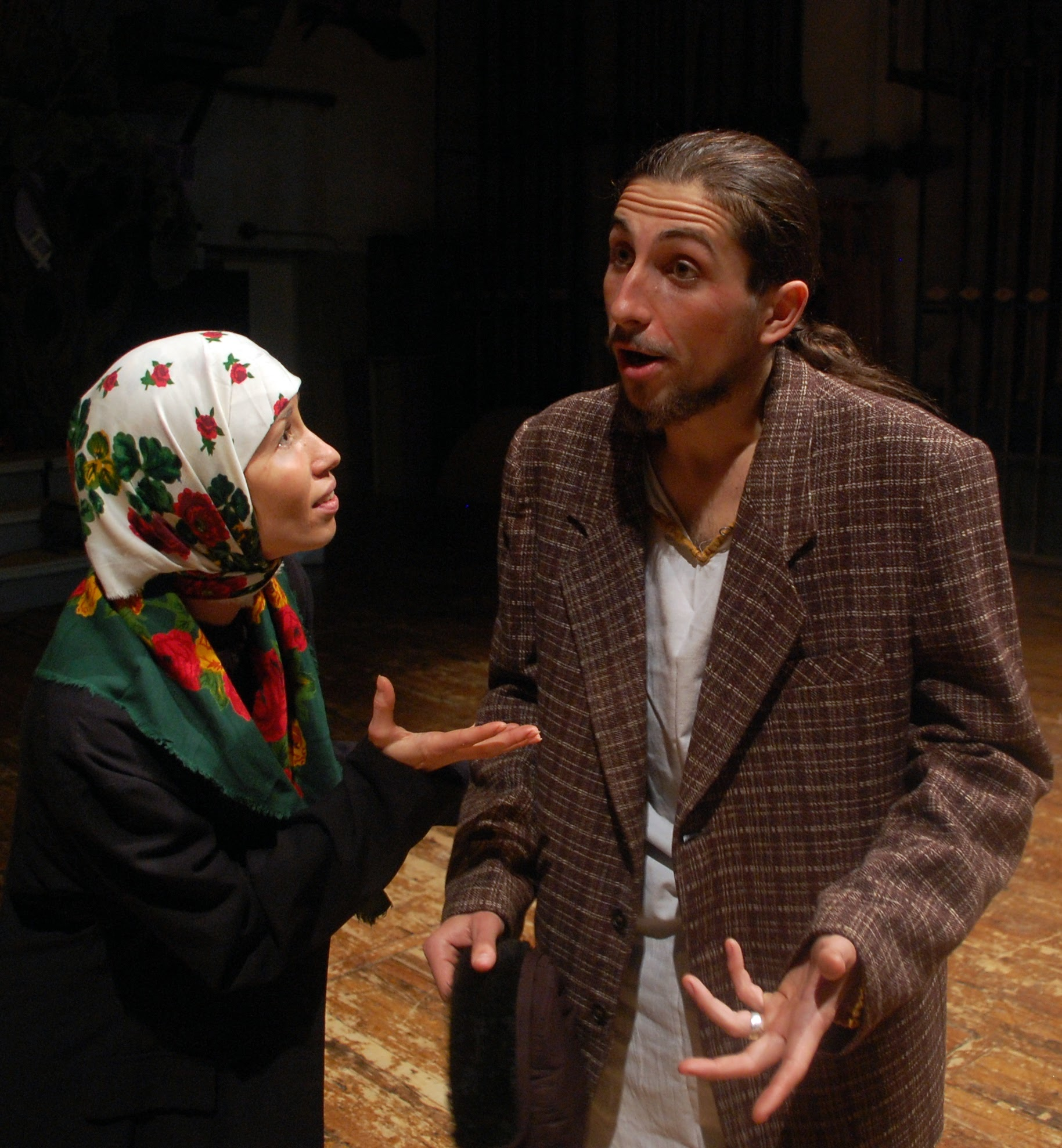
«Вечір» ПК Хіміків 2014
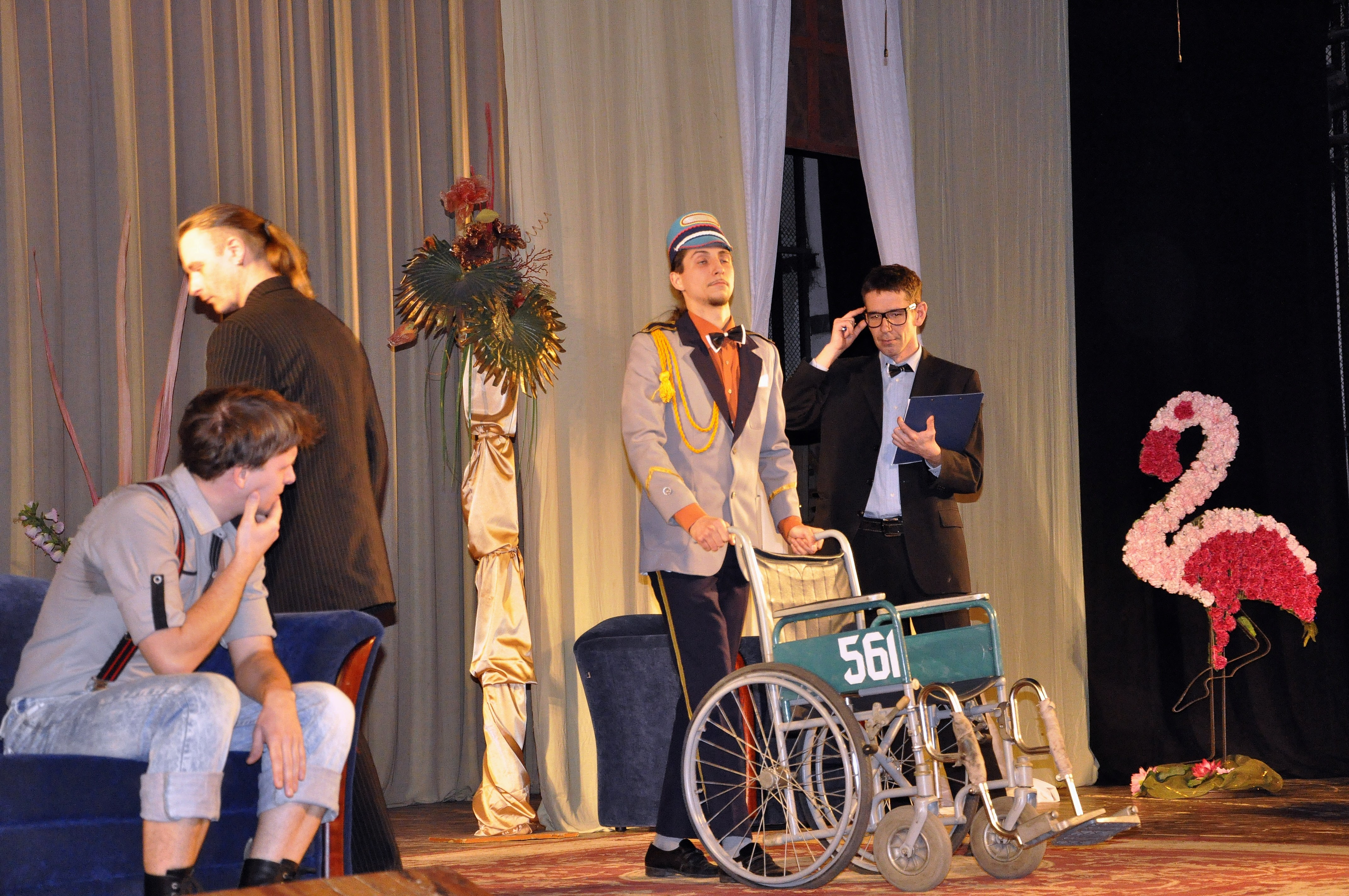
ПК Хіміків, 2014
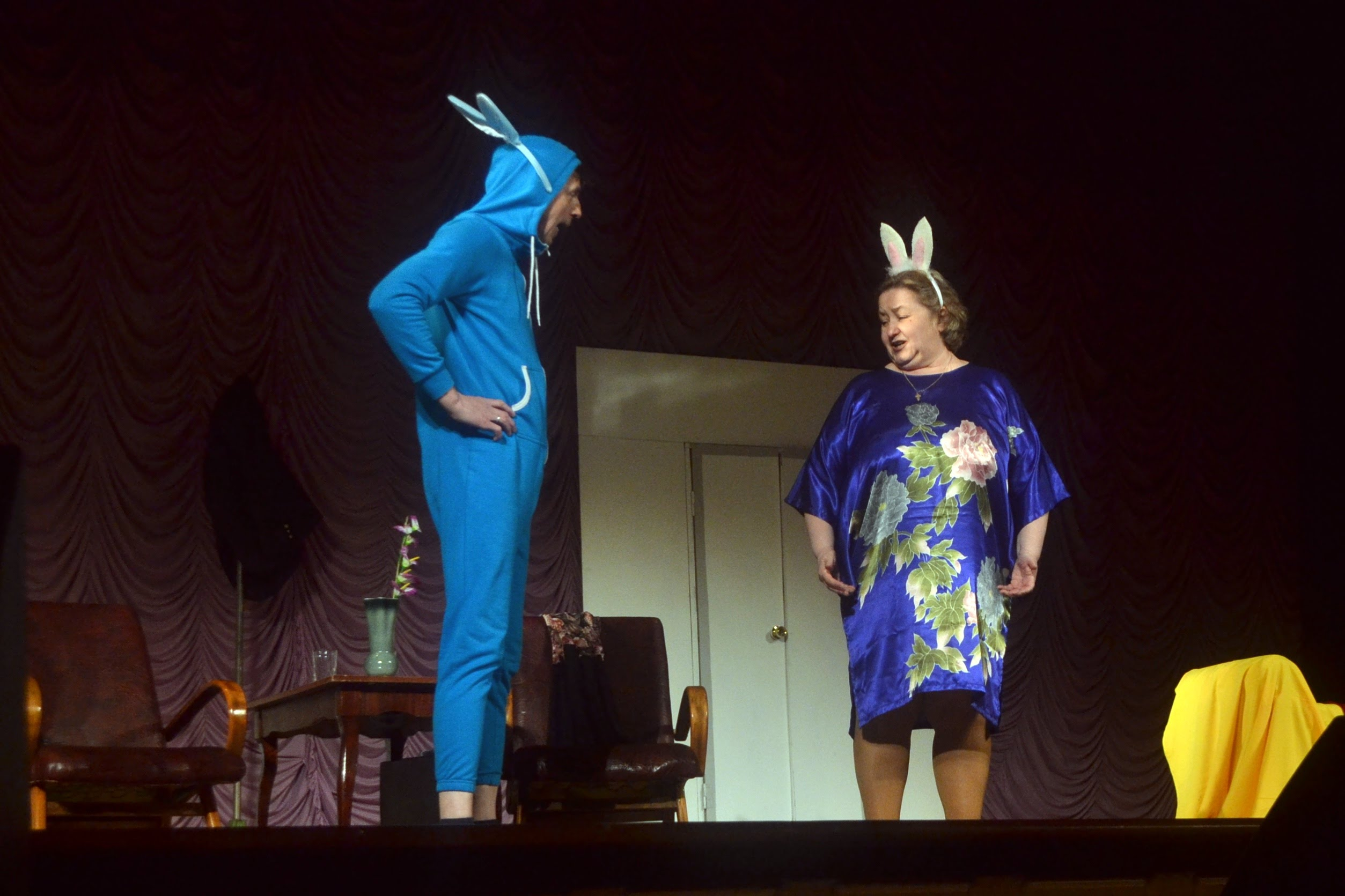
С.Пивоваров, 2018
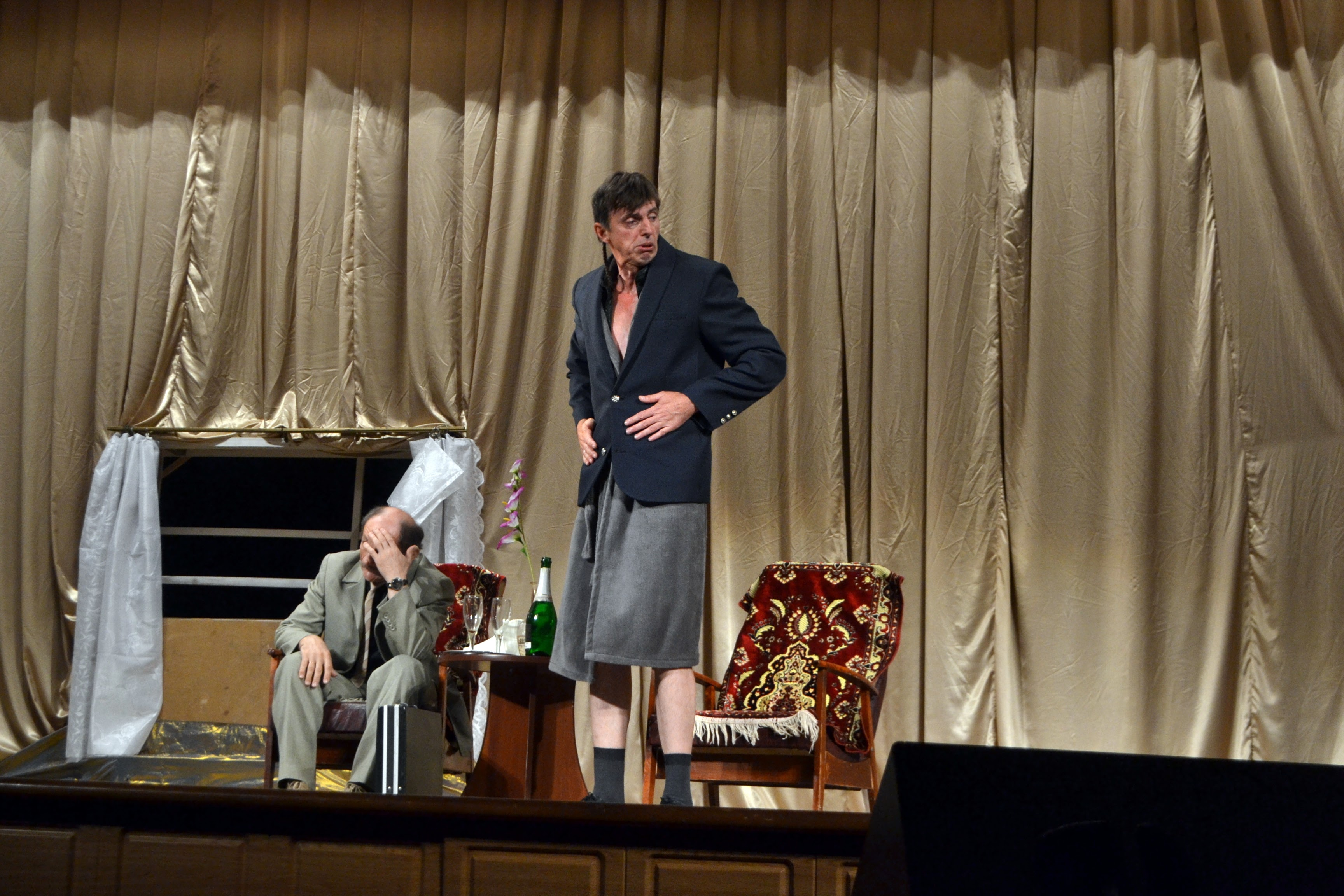
С.Пивоваров, 2017
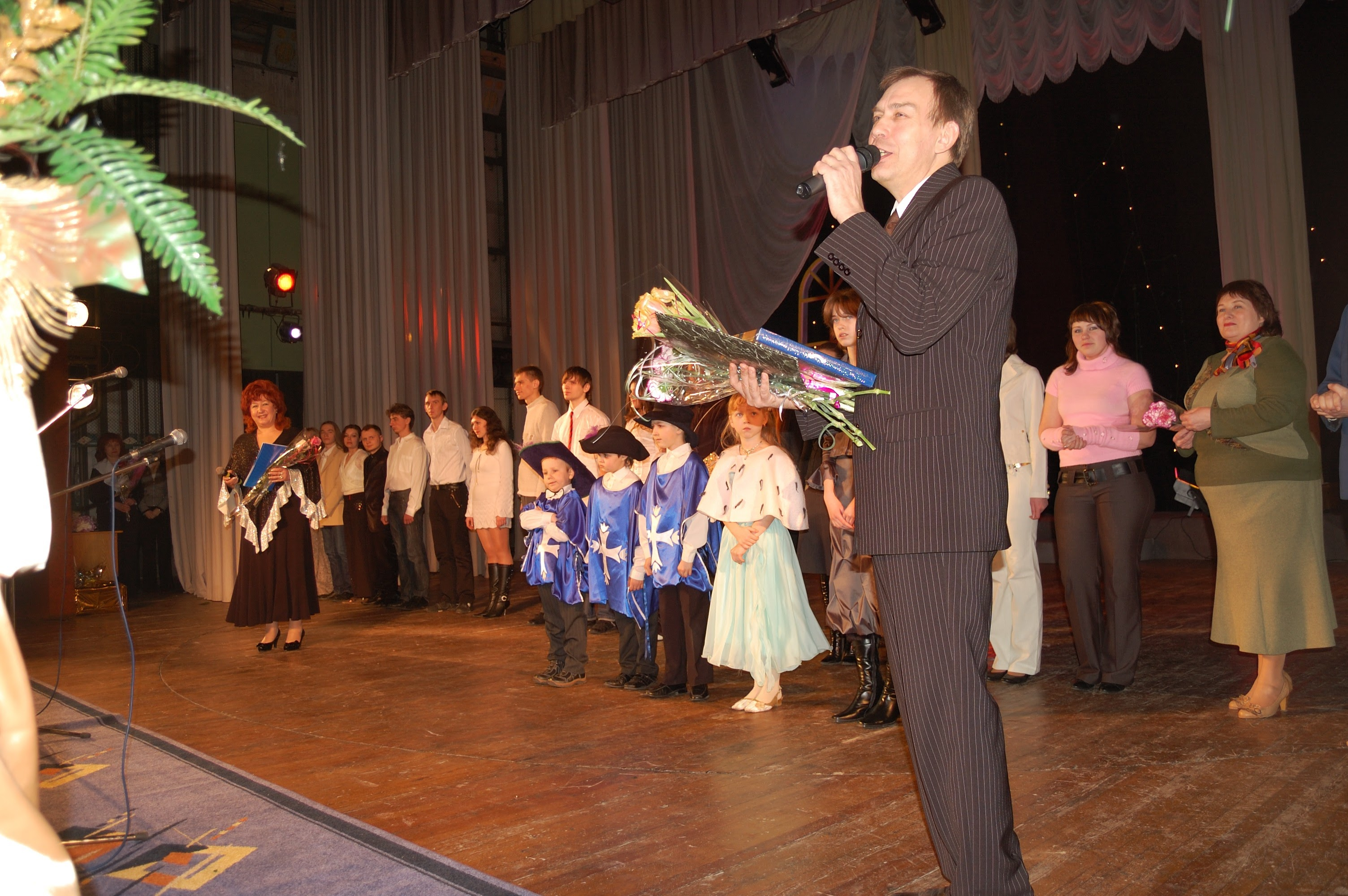
2009 О.Бірюстюков

### Галерея мистецтв
Сіверськодонецька галерея мистецтв. Вул. Князя Володимира, 17

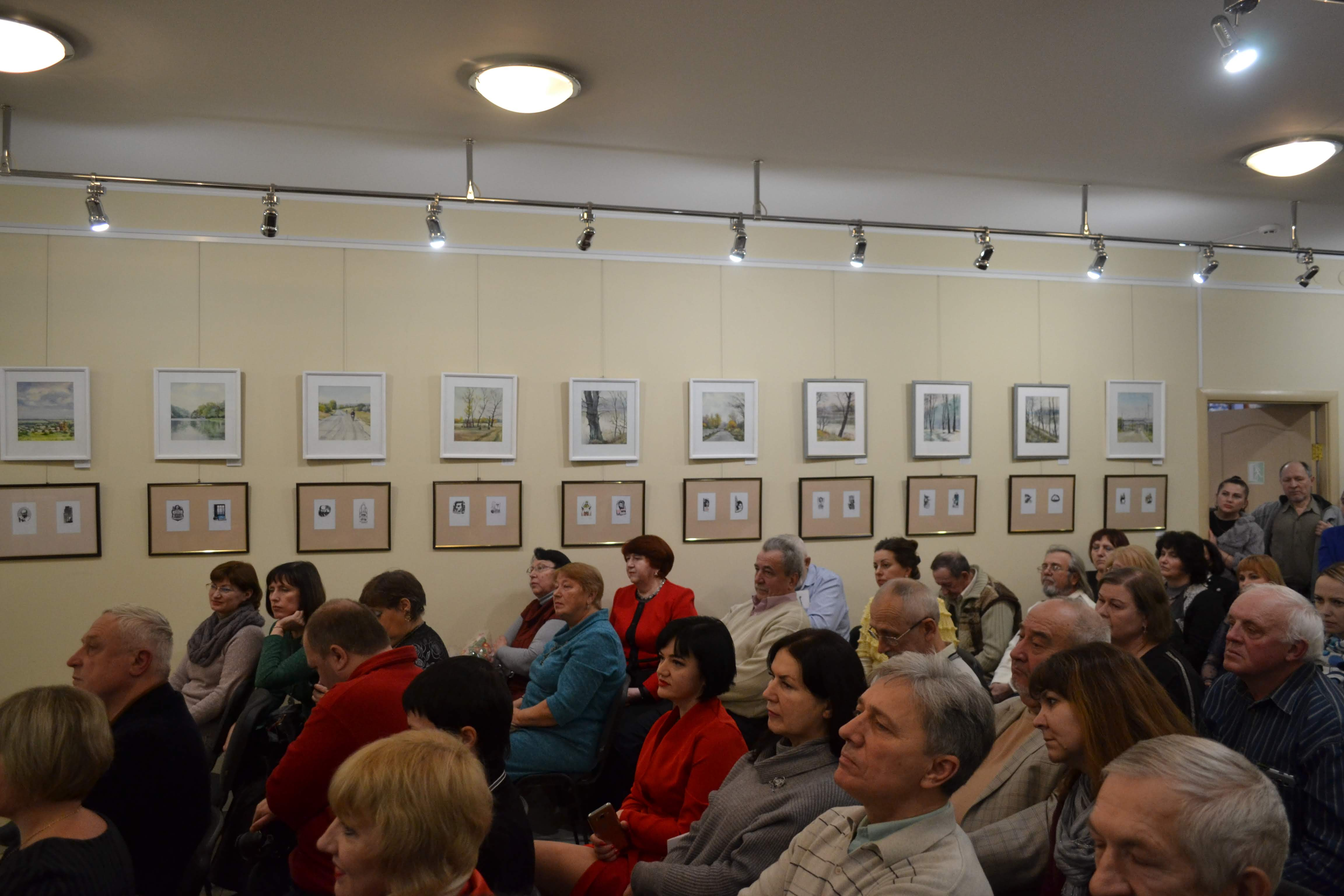
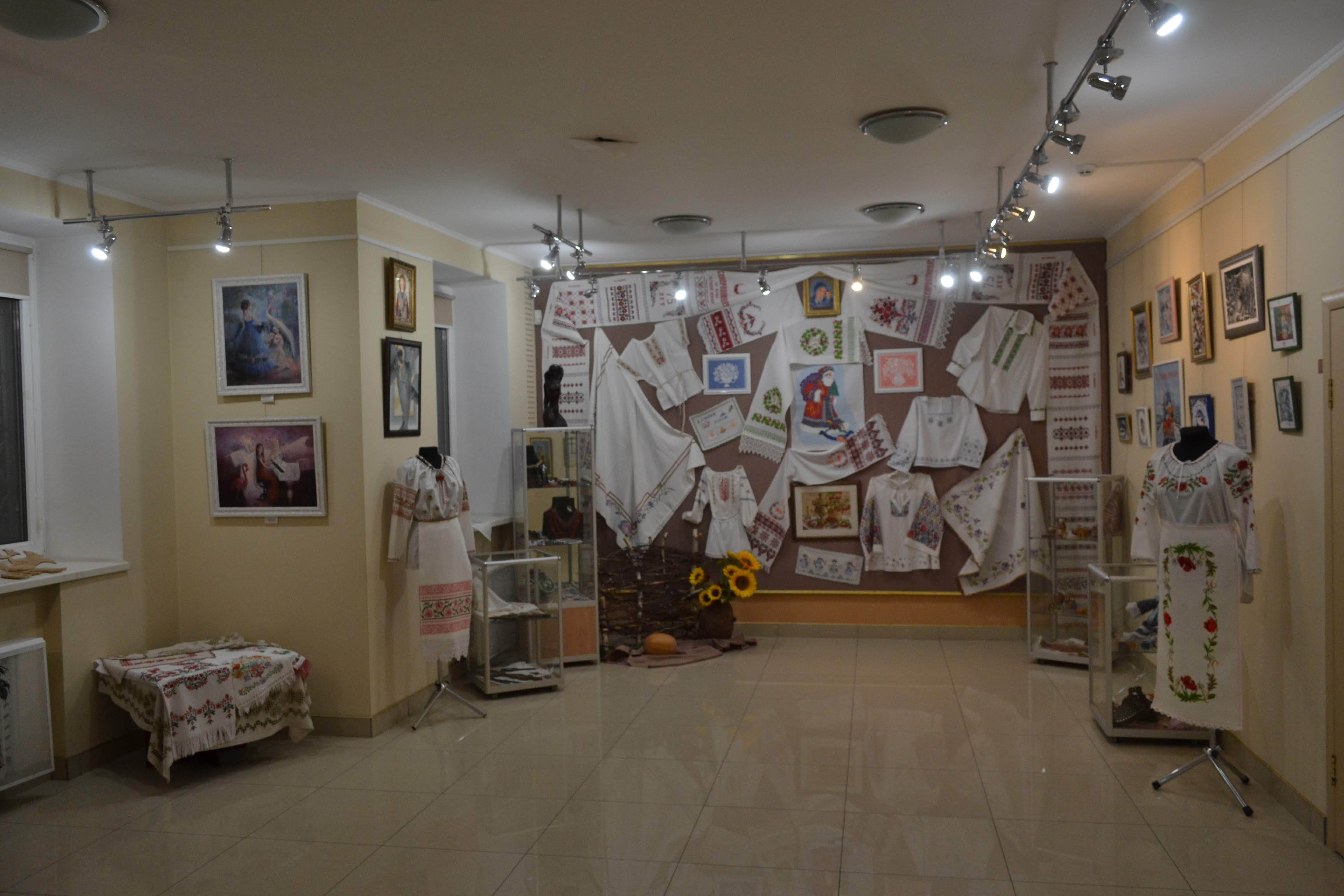

### Бібліотеки
У 2001 році в Сіверськодонецьку працювало 117 осіб в 49 бібліотеках. Серед них: 7 державних, 2 профспілкових, 1 медична, 9 технічних, 5 при ПТУ, 20 шкільних, 2 вишу і технікуму, 3 — інших систем і відомств. Загальна кількість бібліотечних фондів становила 2 057 264 примірники.

### Музеї
- Приватний музей підприємства «Сєвєродонецький Азот» (1974 р.)[91](рос.)[92](рос.)
- Музей Центру туризму та екскурсій (2004 р.)
- Краєзнавчий музей Центру дитячої та юнацької творчості (2009 р.)[93]
- Музей ляльки Центру дитячої та юнацької творчості (2004 р.)
- Музей підприємства «Імпульс».[94]
- Музей археології при Східноукраїнському національному університеті імені Володимира Даля (2020 р.)[95](рос.)

Станом на 2021 рік власного краєзнавчого музею у Сіверськодонецьку немає.. 13 грудня 2021 розпорядженням № 2584 керівника ВЦА створено юридичну особу — комунальний заклад «Музей міста Сєвєродонецьк».

### Засоби масової інформації
Найвідоміші видання в місті — «Сєвєродонецькі вісті» та «Сєвєродонецький хімік». Серед іншої преси є громадсько-політичні видання: «Правовий простір» та «В'язень»; розважальні: «Анонс-ТВ», «Наш телегід», «Марь Ванна», «Смачніше не буває», «Еврика» та «Ескулап»; серед інших: «Вогні Сіверськодонецька».

### Музичні гурти
- Two Bus[99][100]
- Радиокрест[101](рос.)
- MENTHOL[102](рос.)
- Менделеев ошибался[103](рос.)[104](рос.)
- KARMA RAGE[105](рос.)
- Atmostronis
- Радани (Луганська обласна філармонія) з 2015 р.[106]
- Беz Меж (Луганська обласна філармонія з 2018 р.[107]
- Треск Стекла

Припинили існування:
- Пьяная Герда[108](рос.)
- Люстра Ильича (3 місце на всеукраінському рок фестивалі у Херсоні, 2005 р.)[109]

## Вулиці Сіверськодонецька
У місті налічується 51 вулиця, 8 провулків, 1 шосе, 4 проспекти і 3 площі. Під час декомунізації в Сіверськодонецьку перейменовано 2 вулиці, 1 проспект і площа: вулиця Леніна (тепер Бульвар Незалежності України), вулиця Октябрська (тепер Юності), проспект Радянський (тепер Центральний) та Радянська площа (тепер площа Миру). Найдовша вулиця в місті — Богдана Ліщини (5280 метрів), а найкоротша — Харківська (180 метрів). Єдине шосе в місті — шосе Будівельників.

## Інтернет-провайдери
Серед провайдерів, які доступні для підключення у Сіверськодонецьку, — Укртелеком, Інтертелеком, HomeLAN, Starline, NetLink, Мережа Ланет (Вокар-Холдинг), Провеб.

## Релігія

### Християнство

#### Православ'я
У Сіверськодонецьку є 1 православна релігійна установа, представлена Православною церквою України:
- Парафія Святого Пророка Іллі; вул. Богдана Ліщини, 21а.

Так само є 3 установи, представлені Українською православною церквою (Московський патріархат):
- Христо-Різдвяний кафедральний собор; майдан Соборний, 1.
- Храм Розчулення; вул. Енергетиків, 35.
- Хресто-Воздвиженський храм; вул. Новікова, 1 (2000 р.).[110]

#### Католицизм
Українська греко-католицька церква у місті представлена 1 установою:
- Пасторально-соціальна місія УГКЦ у Сіверськодонецьку; вул. Травнева, 26.

#### Протестантизм
Протестантизм у місті представлено 2-ма установами:
- Сіверськодонецька церква (ВСЦ ЄХБ). с. Метьолкіне; вул. Травнева, 12а.
- Церква Святої Трійці; вул. Богдана Хмельницького, 58б.

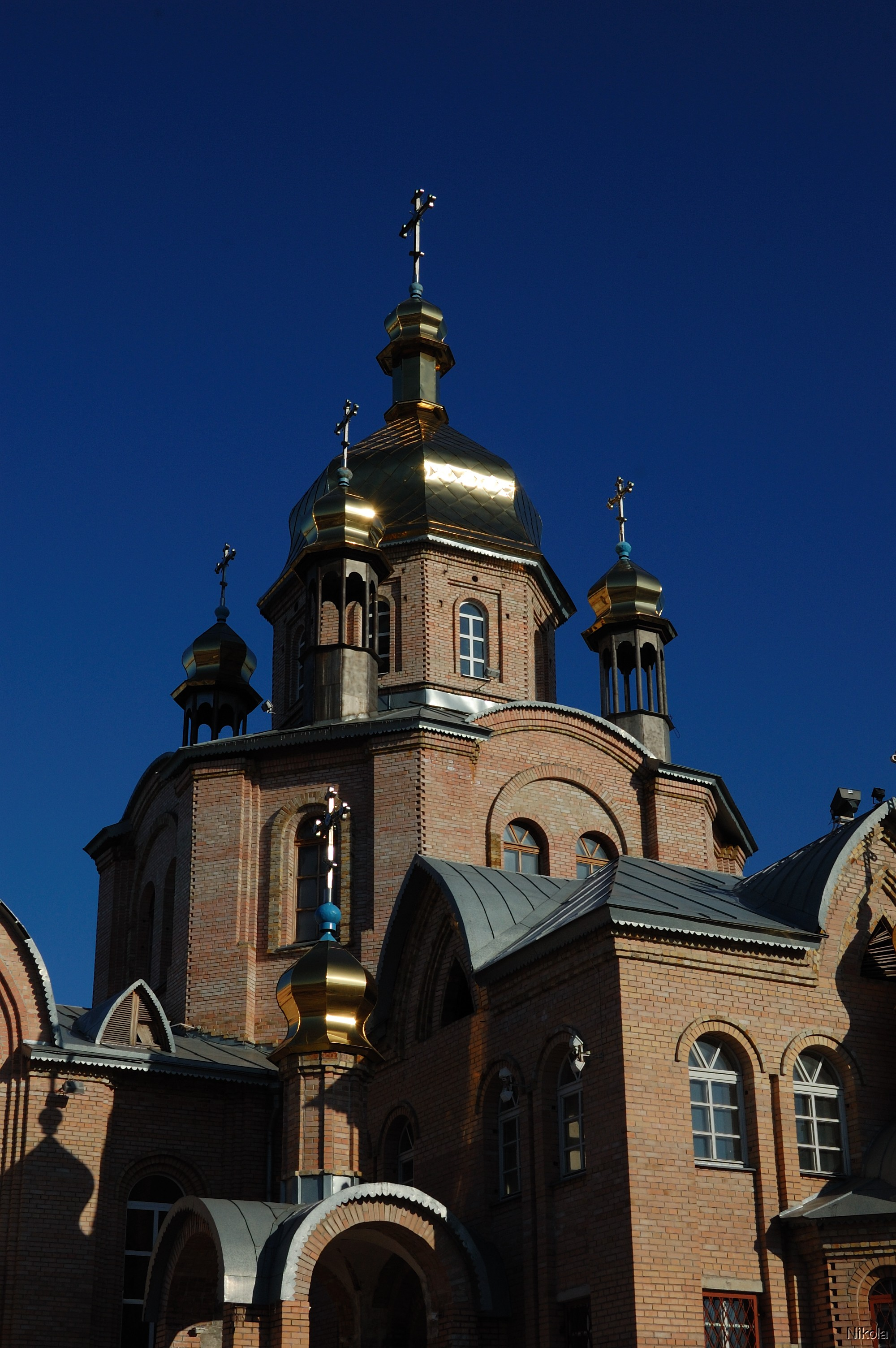
Христо-Різдвяний кафедральний собор
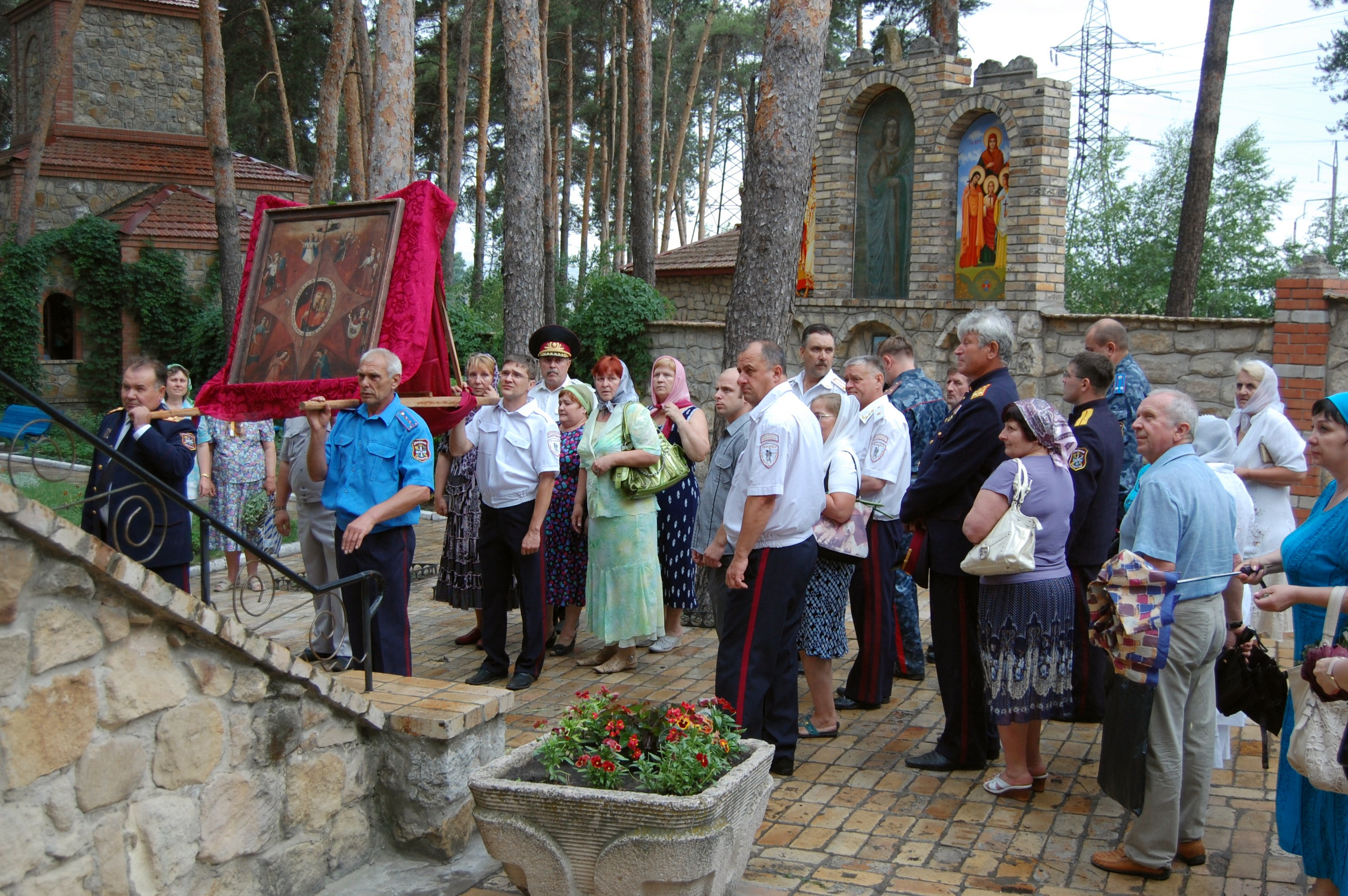
Хресто-Воздвиженський храм
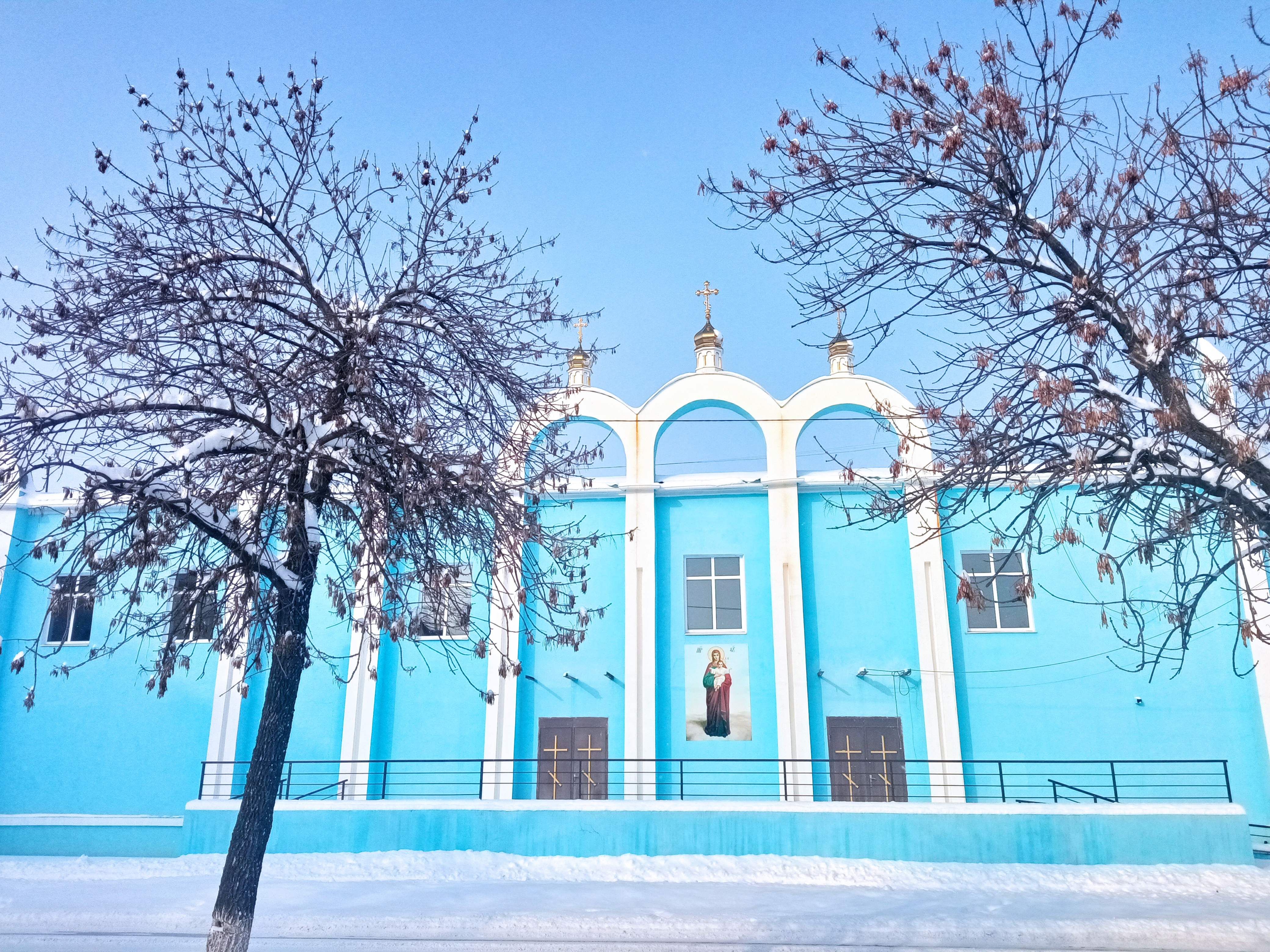
Храм Розчулення

### Іслам
Іслам у місті представлено 1 установою:
- Ісламський культурний центр та мечеть (відкрито 2019 року).[111][112]

## Відомі особистості

### Народилися або проживали
- Коваленко Олександр Володимирович (позивний «Хук») Герой України, лейтенант ЗСУ.
- Кононов Олександр — волонтер.[113]
- Кравченко Руслан Андрійович — український прокурор, учасник російсько-української війни. Голова Київської обласної державної адміністрації з 10 квітня 2023 року[114]. Кандидат на посаду керівника Національного антикорупційного бюро України[78]. Кавалер ордена «За заслуги» III ступеня (2022).
- Курлат Йосип— поет, дитячий письменник, перекладач.
- Левченко Сергій Валерійович — солдат Збройних сил України, учасник російсько-української війни.
- Моісєєнко Олександр[115][116]
- Москаль Геннадій з 18 вересня 2014 року по липень 2015 року -голова Луганської обласної державної адміністрації[117].
- Онопко Сніжана — супермодель модельної агенції DNA New York, 13 серед найдорожчих моделей планети[118].
- Подрезенко Олександр — солдат батальйону «Айдар», учасник російсько-української війни.
- Пруглов Артур — Герой України, капітан 18-ї Слов'янської бригади Національної гвардії Українию[119].
- Пухальський Валентин — — український радянський скульптор; член Спілки художників СРСР з 1948.
- Романов Борис — художник-графік-дизайнер, член Національної спілки художників України.
- Семененко Дмитро — український спортсмен-пауерліфтер, майстер спорту України міжнародного класу.
- Скурідін Микола — волонтер, фотограф і велолюбитель.[120][121][122][123][124][125](рос.)
- Талан Світлана — українська письменниця, член Національної спілки письменників України.
- Шмід Курт — диригент та композитор, почесний професор ЛНУ ім. Т. Шевченка, почесний диригент академічного симфонічного оркестру Луганської обласної державної філармонії.
- Перцовський Олександр Семенович — голова правління АТ "Укрзалізниця" з 2024[126]

### Загинули під час російської агресії
Сіверськодончани, що загинули під час російської агресії:.
- Бєндіков Дмитро 18-03-2025[128]
- Гостіщев Олександр — командир штурмового полку «Цунамі» штурмової бригади «Лють» Гвардії наступу, екс-начальник Управління патрульної поліції у Сіверськодонецьку, Лисичанську та Рубіжному.
- Губанов Сергій 20.05.2020, командир батальйону патрульної служби поліції особливого призначення «Луганськ-1» ГУНП в Луганській області, полковник поліції. Герой України (посмертно).
- Гуртяк Юрій («Таєць») 11.07.2016, Молодший лейтенант.[129]
- Сергій Дрогін — старший солдат Збройних сил України, учасник російсько-української війни.
- Жидков Андрій. 04.11.2022[130]
- Земляний Володимир («Зьома»). 18.09.2022[131]
- Коновод Юрій — молодший сержант Збройних сил України, учасник російсько-української війни.
- Крук Олександр Ярославович 25.12.2024[132]
- Курбатов Тихон «Тихон». 25.08.2019[133]
- Літовко Микола 18.07.2016 — солдат.[134]

Олександр Орлов 
- Павлідіс Євген[136]
- Павленко Сергій Володимирович 03.09.2004[137]
- Полупанов Геннадій 12.07.2023[138]
- Подколзін Олександр  патрульний поліцейський Луганської області 11.02.2025 [139]
- Сірик Дмитро (радіоведучий «Суспільного» Іван Лопата)[140]
- Соловйов Дмитро[141]
- Ушаков Олександр 29.10.2023[142]
- Фоменко Дмитро «Дімон». 01.07.2022[143]
- Ширма Олег 7.02.2024[144]

### Загинули в боях за місто
- Кожушко Олександр Сергійович (1980—2022) — солдат ЗСУ, учасник російсько-української війни, загинув 19 травня 2022 року в ході російського вторгнення в Україну

## Спорт

Сєвєродонецький льодовий палац

У Сіверськодонецьку розвинуті такі види спорту як футбол, волейбол, теніс, плавання, зимові види спорту тощо. Сєвєродонецьке об'єднання «Азот» ще за СРСР утримувало власну футбольну команду майстрів «Хімік».
У місті є Палац тенісу. Криті корти стали місцем проведення тренувальних зборів провідних гравців країни, регулярно проводилися зимові чемпіонати України, а у 1962 році навіть проводився зимовий Чемпіонат СРСР. У 1975 році побудовано Сєвєродонецький льодовий палац спорту. Перші 10 років його вживано як льодову арену, для хокею та фігурного катання, потім — як концертний зал. 5000 глядацьких місць. З 2005 по 2014 — тренувальний та ігровий майданчик жіночої волейбольної команди «Сєвєродончанка». З 2019 р. — ДЮСШ-4. У місті є стадіон та футбольний клуб «Хімік». У 1960—1973 і 1991 роках команда виступала в чемпіонатах СРСР. У 1992—1998 роках виступала у Першій лізі чемпіонату України. Тепер виступає в Чемпіонаті Луганської області. На берегах озер Чисте та Паркове волонтерами створені майданчики для пляжного волейболу. Так само в місті діють численні спортивні школи, кінно-спортивний клуб «Фаворит» та сімейно-спортивний центр «Магма».

## Урбаноніми
Існує досить багато урбанонімів пов'язаних з Сіверськодонецьком.
Вулиці на честь міста існують у Лисичанську, Харкові, Дніпрі, Донецьку, Луганську та інших населених пунктах.
У Харкові також є провулок та в'їзд.

## Галерея
Вікісховище має мультимедійні дані за темою: Сіверськодонецьк

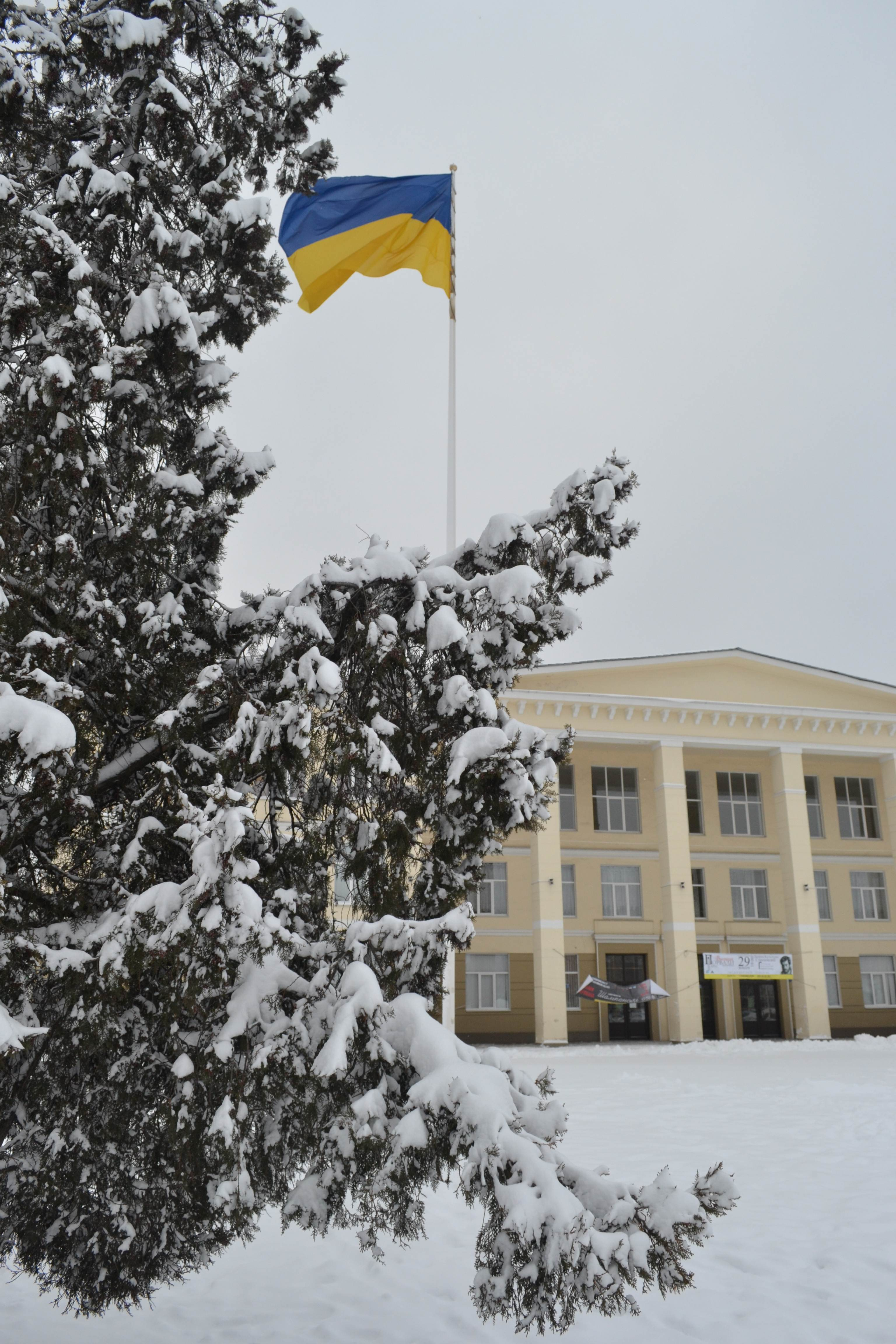
Міський палац культури
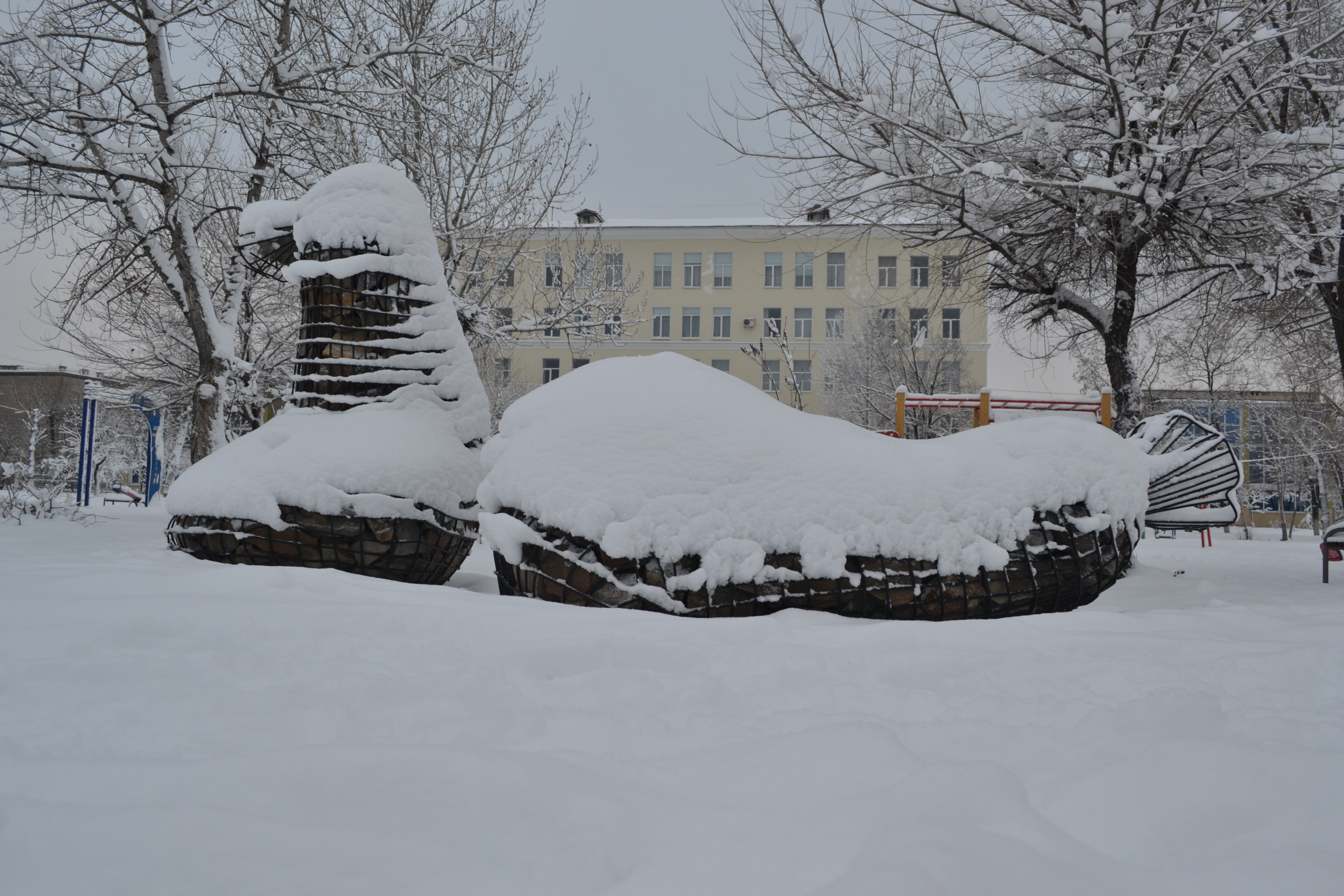
Сіверськодонецький колегіум
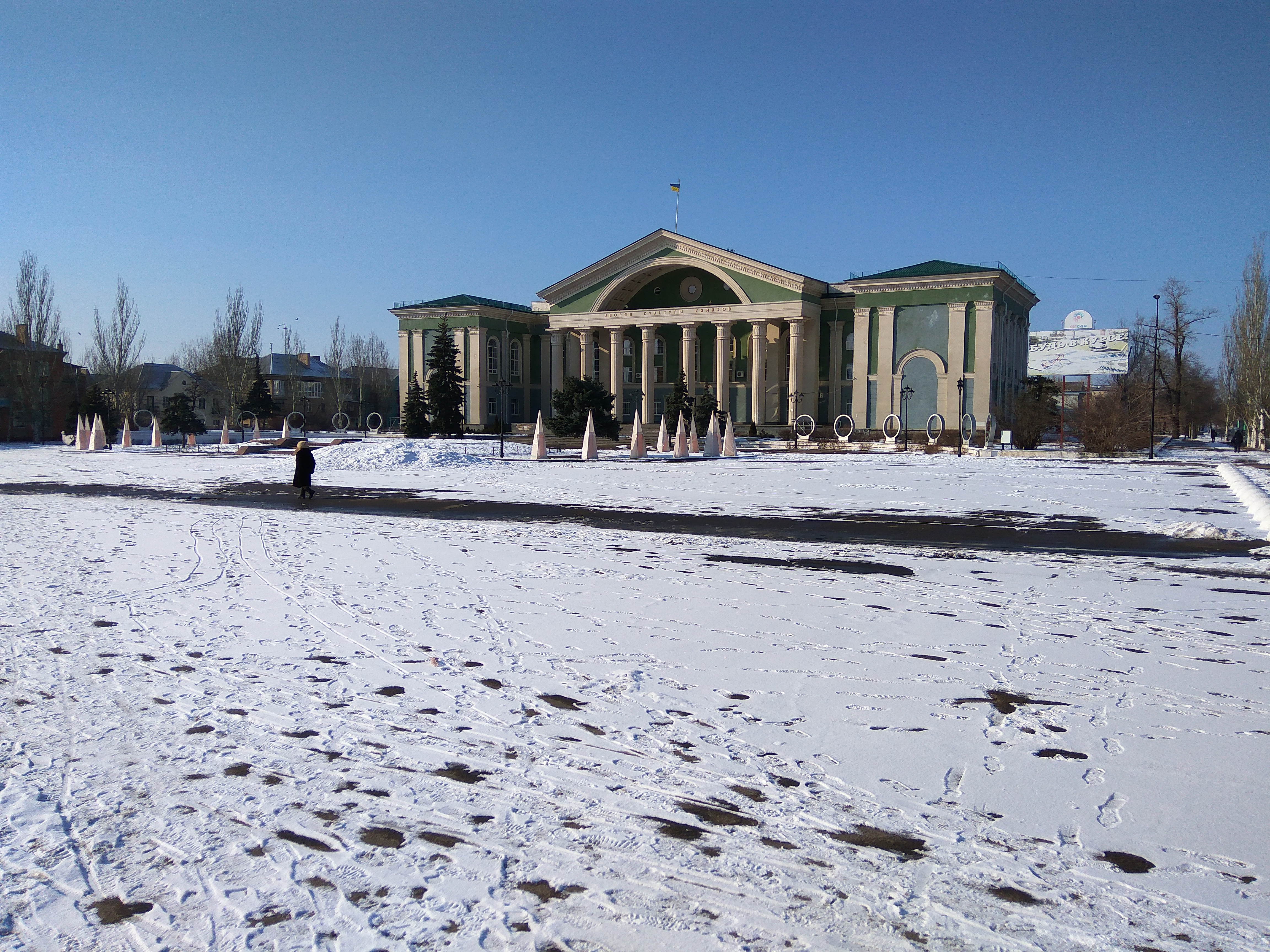
Палац культури хіміків
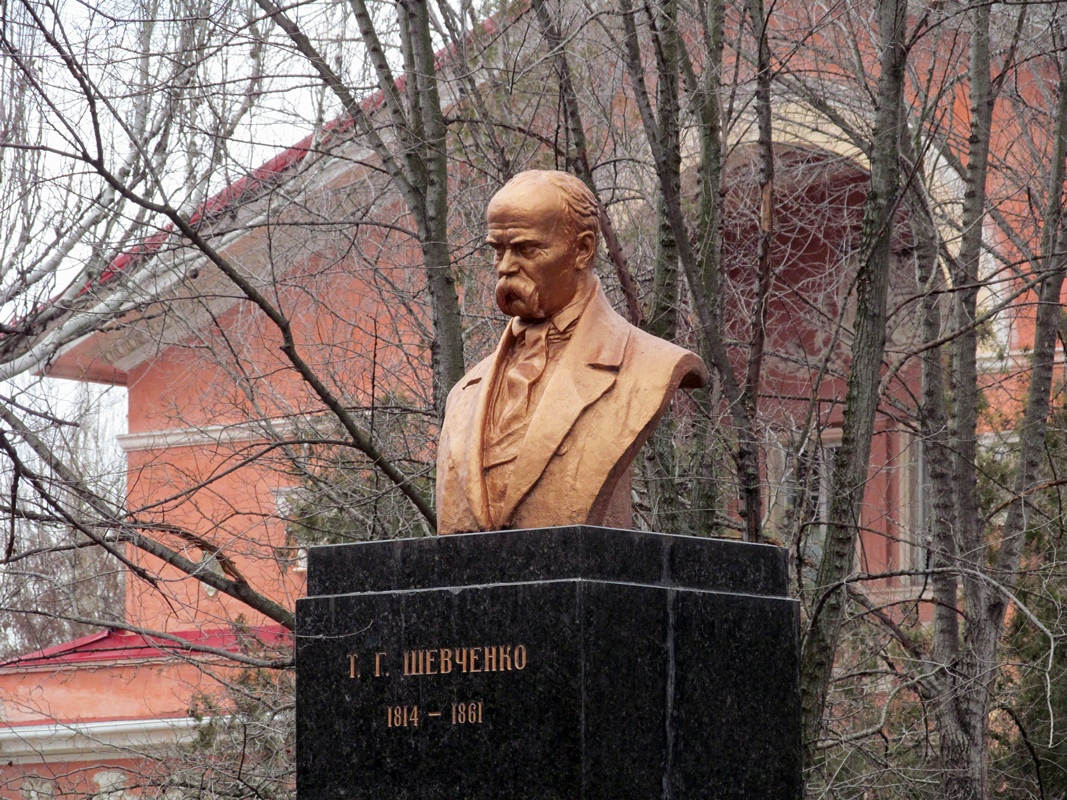
Пам'ятник Тарасу Шевченку
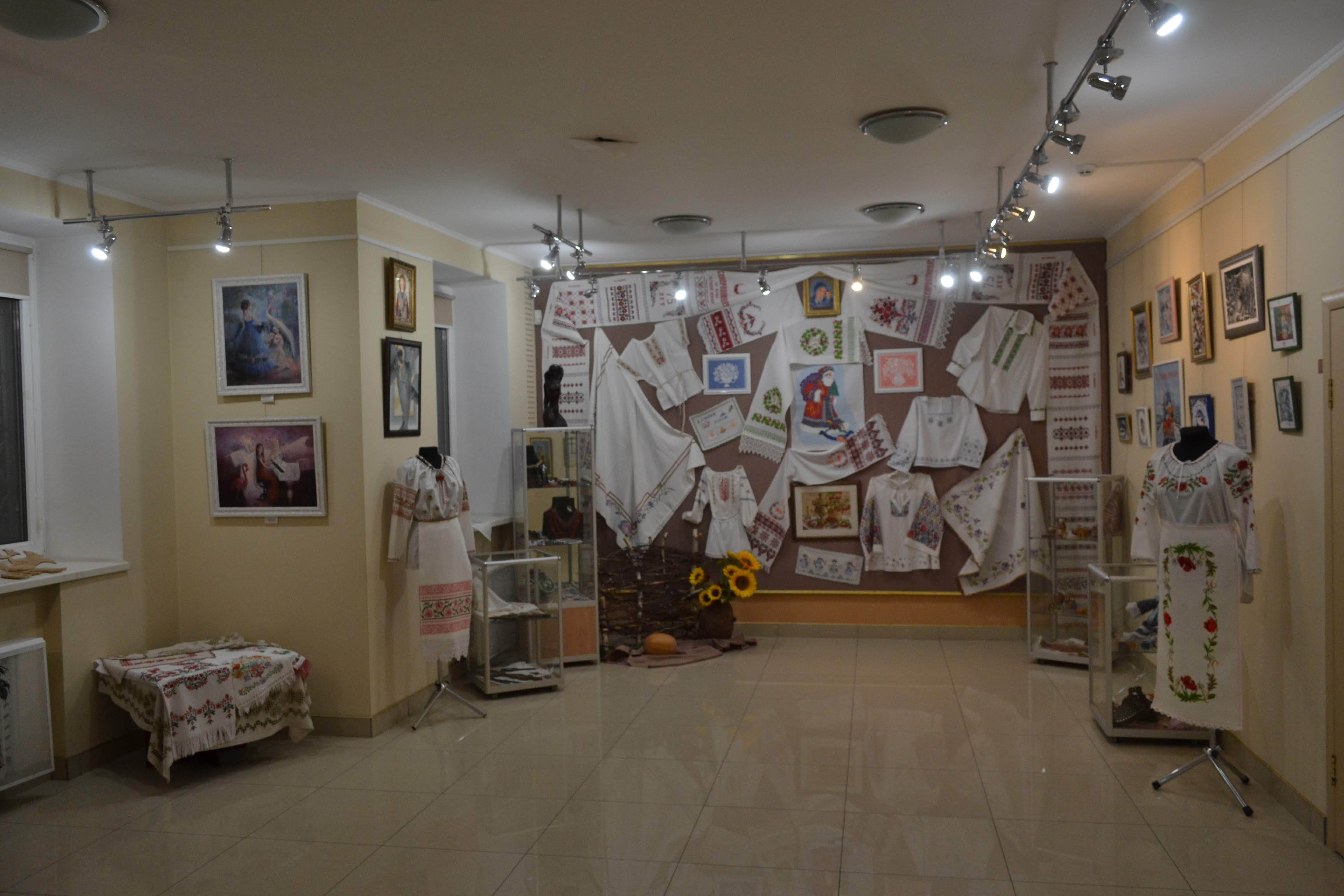
Сіверськодонецька галерея мистецтв
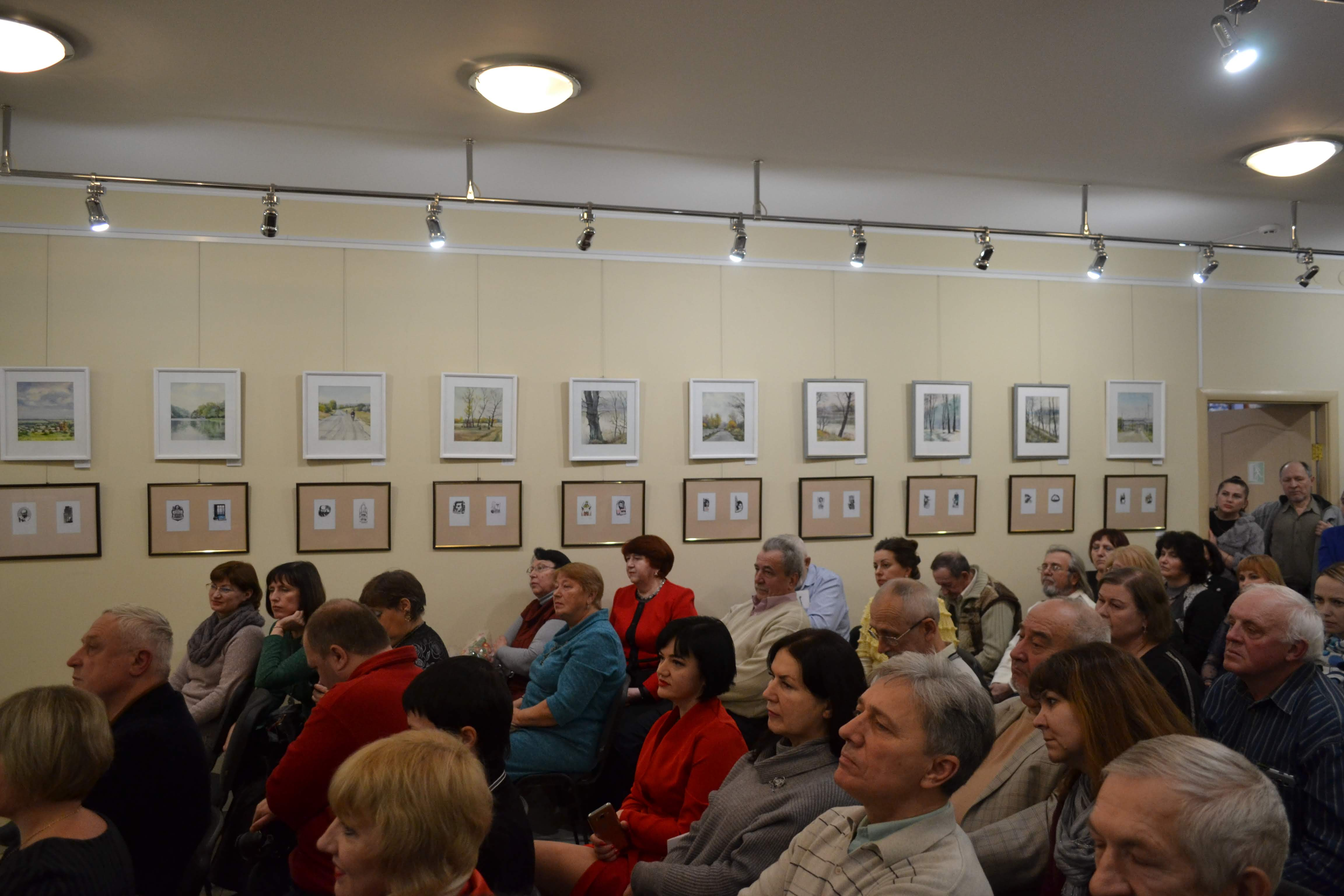
Сіверськодонецька галерея мистецтв
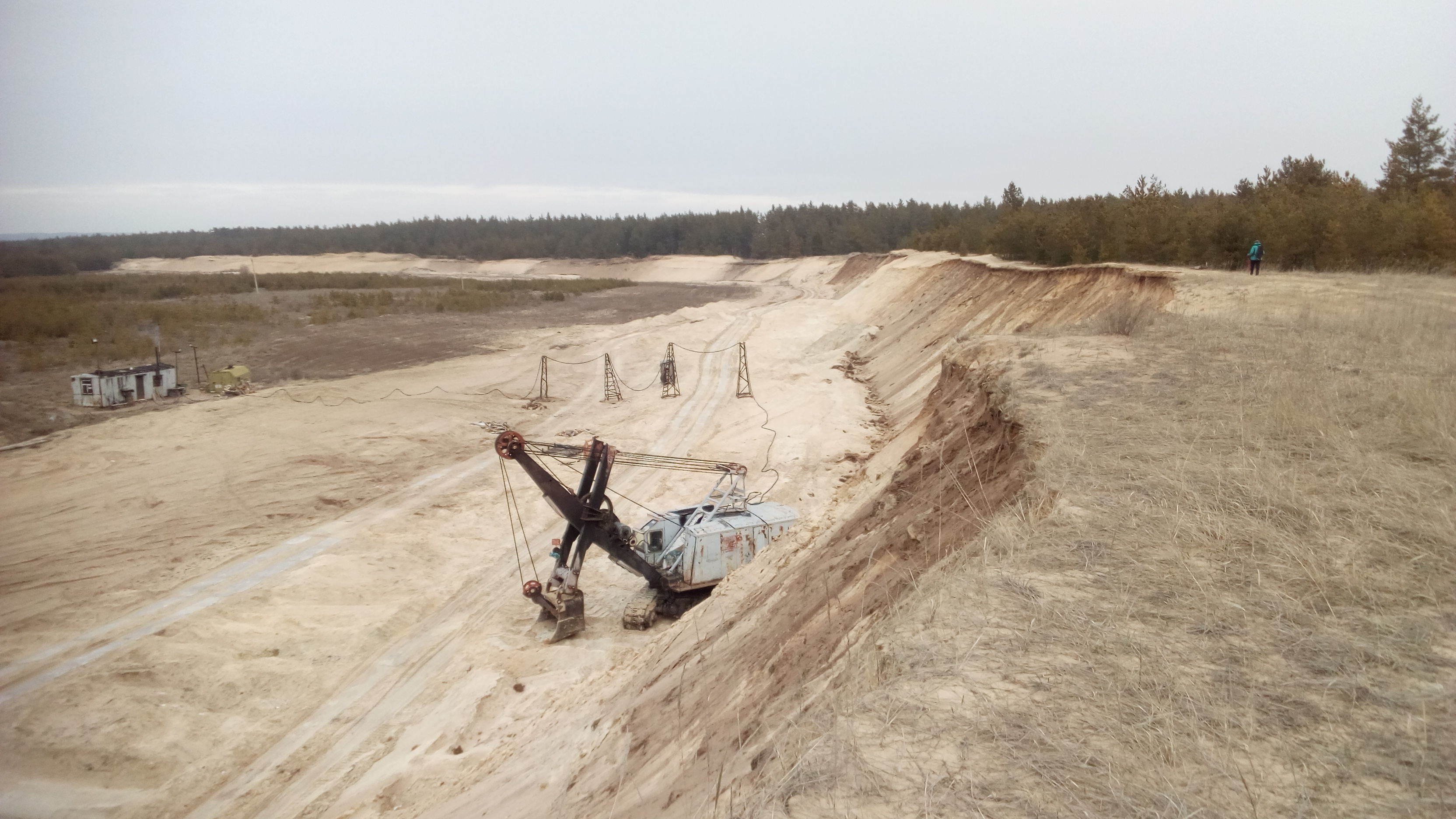
Сіверськодонецький піщаний кар'єр
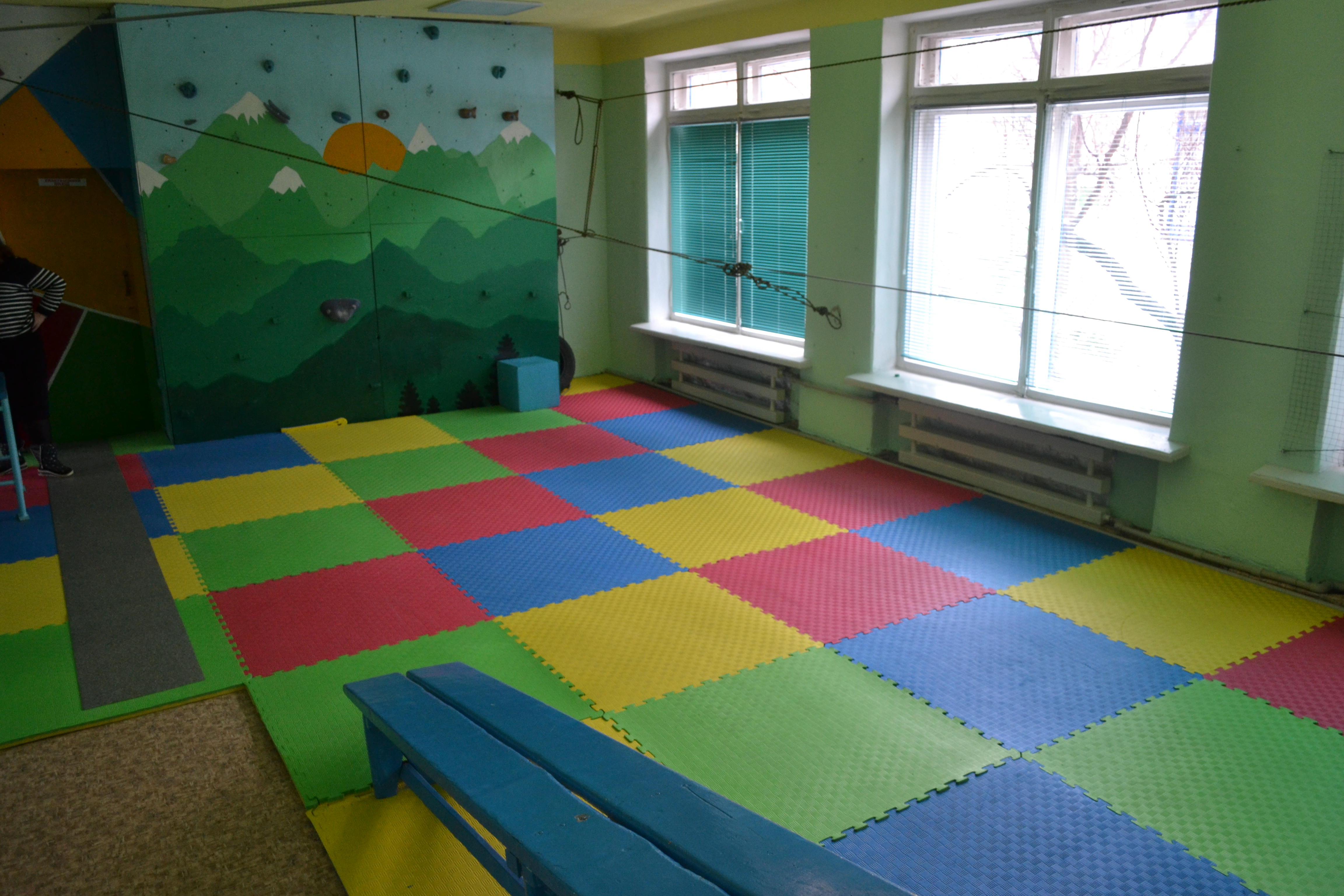
Центр туризму, краєзнавства та екскурсій учнів